# Martin Van Buren

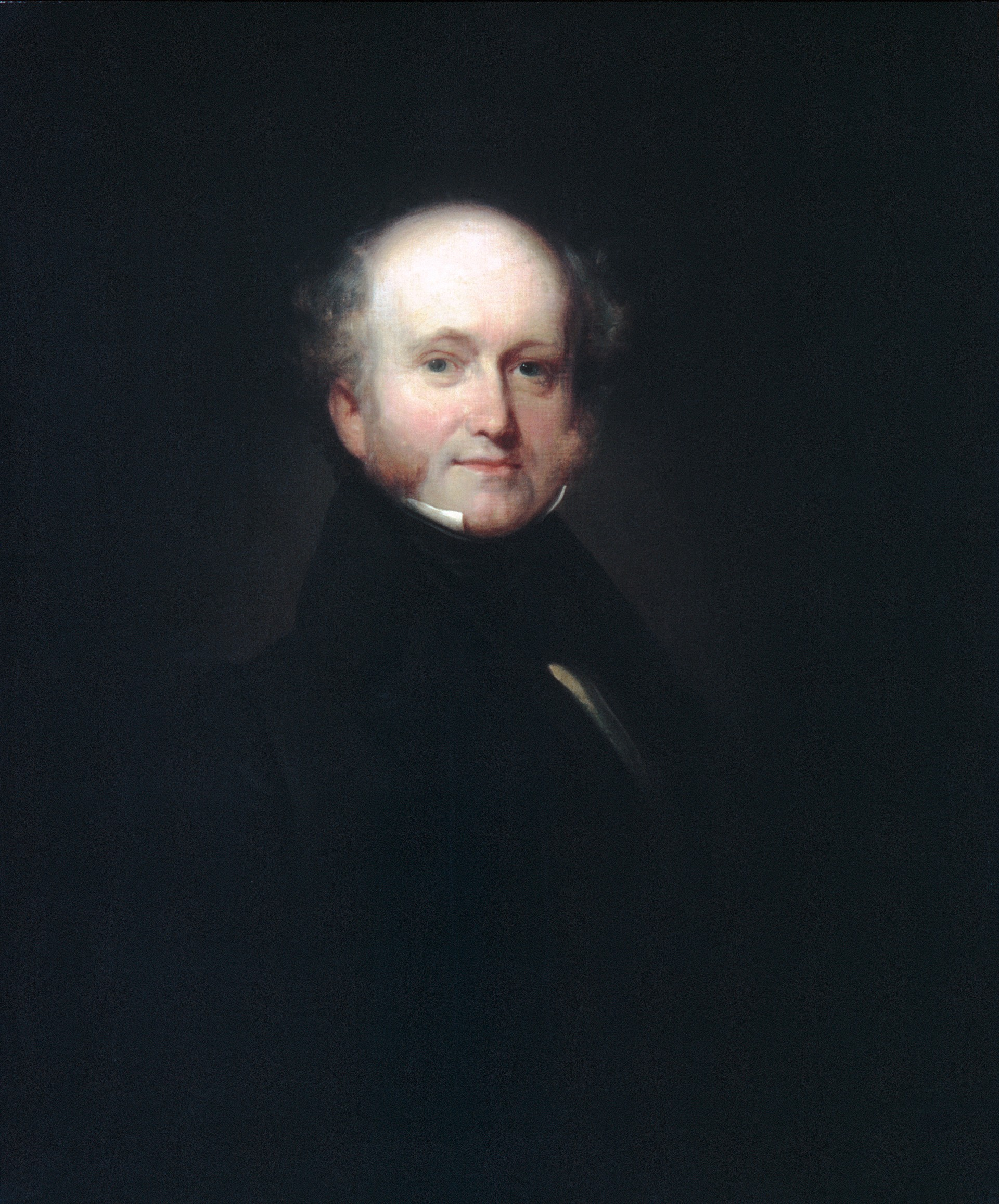
Porträt von Martin Van Buren (Henry Inman, etwa 1837–38)

Martin Van Buren (* 5. Dezember 1782 in Kinderhook, Columbia County, New York; † 24. Juli 1862 ebenda) war vom 4. März 1837 bis zum 4. März 1841 der achte Präsident der Vereinigten Staaten und gilt mit Andrew Jackson als Begründer der modernen Demokratischen Partei.
Van Buren kam in eher einfachen Verhältnissen zur Welt und wuchs in einem stark niederländisch geprägten Umfeld auf. Er erlernte den Rechtsanwaltsberuf, ohne eine akademische Ausbildung genossen zu haben. In den 1810er Jahren war er Staatssenator in New York und ab 1821 Abgeordneter für die Demokratisch-Republikanische Partei im Senat der Vereinigten Staaten. In dieser Zeit schuf er mit der Parteimaschine Albany Regency (deutsch: „Albany-Regentschaft“) ein einflussreiches Patronage- und Klientelsystem. Bei der Präsidentschaftswahl 1828 war er der maßgebliche Architekt des Sieges von Jackson, dem er als Außenminister, Botschafter in London und zuletzt als Vizepräsident diente. An Gründung und Aufbau der Demokratischen Partei in den 1830er Jahren war er wesentlich beteiligt und einer der wichtigsten Berater des Präsidenten im sogenannten Küchenkabinett.
Van Buren war nach seiner erfolgreichen Wahl 1836 der erste Natural born citizen als Präsident. Die Amtszeit wurde von der verheerenden Wirtschaftskrise von 1837 überschattet, die ihm angelastet wurde und die er nicht durch außenpolitische Erfolge in den Beziehungen zum Vereinigten Königreich Großbritannien und Irland sowie Frankreich ausgleichen konnte. Van Burens ökonomische Gegenmaßnahmen hatten zudem mit Widerständen im Kongress zu kämpfen und blieben nach ihrer Verabschiedung wirkungslos. In der Sklavenfrage, die die Nation zunehmend polarisierte, bezog er keine eindeutige Position, während er die brutale Indianerpolitik Jacksons gegenüber den Fünf Zivilisierten Stämmen mit dem Pfad der Tränen fortsetzte.
Bei der Präsidentschaftswahl 1840 unterlag Van Buren dem Kandidaten der Whigs, William Henry Harrison. Nach einem vielversprechenden Comeback galt er 1844 lange Zeit als aussichtsreichster Bewerber für die Nominierung zum demokratischen Präsidentschaftskandidaten, jedoch wurde ihm seine Ablehnung der Annexion der Republik Texas zum Verhängnis. Bei der Präsidentschaftswahl 1848 war er Kandidat der Free Soil Party, ohne in einem Bundesstaat Wahlmännerstimmen erringen zu können. Als Elder statesman widmete er sich seiner Autobiographie, ohne diese vor seinem Tod im Jahr 1862 abschließen zu können.

## Leben

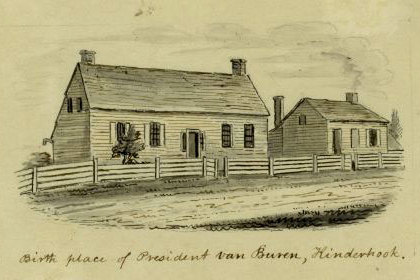
Martin Van Burens Geburtshaus, Zeichnung von John Warner Barber (zwischen 1856 und 1860)

### Familie und Ausbildung
Van Buren kam am 5. Dezember 1782 als drittes von fünf Kindern von Abraham van Buren (1737–1817) und Maria van Alen (1747–1818) in dem südlich von Albany gelegenen Ort Kinderhook in Upstate New York zur Welt. Van Burens Familie stammte über beide Elternteile aus der Republik der Sieben Vereinigten Provinzen und war seit fünf Generationen keine Ehe mit Amerikanern anderer ethnischer Herkunft eingegangen – er ist daher einer der wenigen Präsidenten, die keine englischen Vorfahren hatten. Das obere Hudson Valley dieser Zeit war noch sehr kolonial geprägt und weniger demokratisch als die meisten anderen Regionen der jungen Vereinigten Staaten: Politische Teilhabe, sozialer Status und wirtschaftlicher Erfolg hingen vom Grundbesitz ab, den einige wenige Familien wie zum Beispiel die Livingstons und Van Rensselaers unter sich aufteilten. In dieser starr hierarchisch organisierten Gesellschaftsordnung des Hudson Valley war Kinderhook einer von wenigen Orten, der nicht Eigentum dieser Machtelite war. Die niederländischen Amerikaner stellten hier nach wie vor die Bevölkerungsmehrheit, während im Bundesstaat zunehmend die aus England stammenden Bürger dominierten. Der eigentümliche Lokalkolorit Kinderhooks inspirierte den Autor Washington Irving, der hier 1809 für einige Zeit lebte, und findet sich in den Erzählungen Rip Van Winkle und The Legend of Sleepy Hollow wieder.

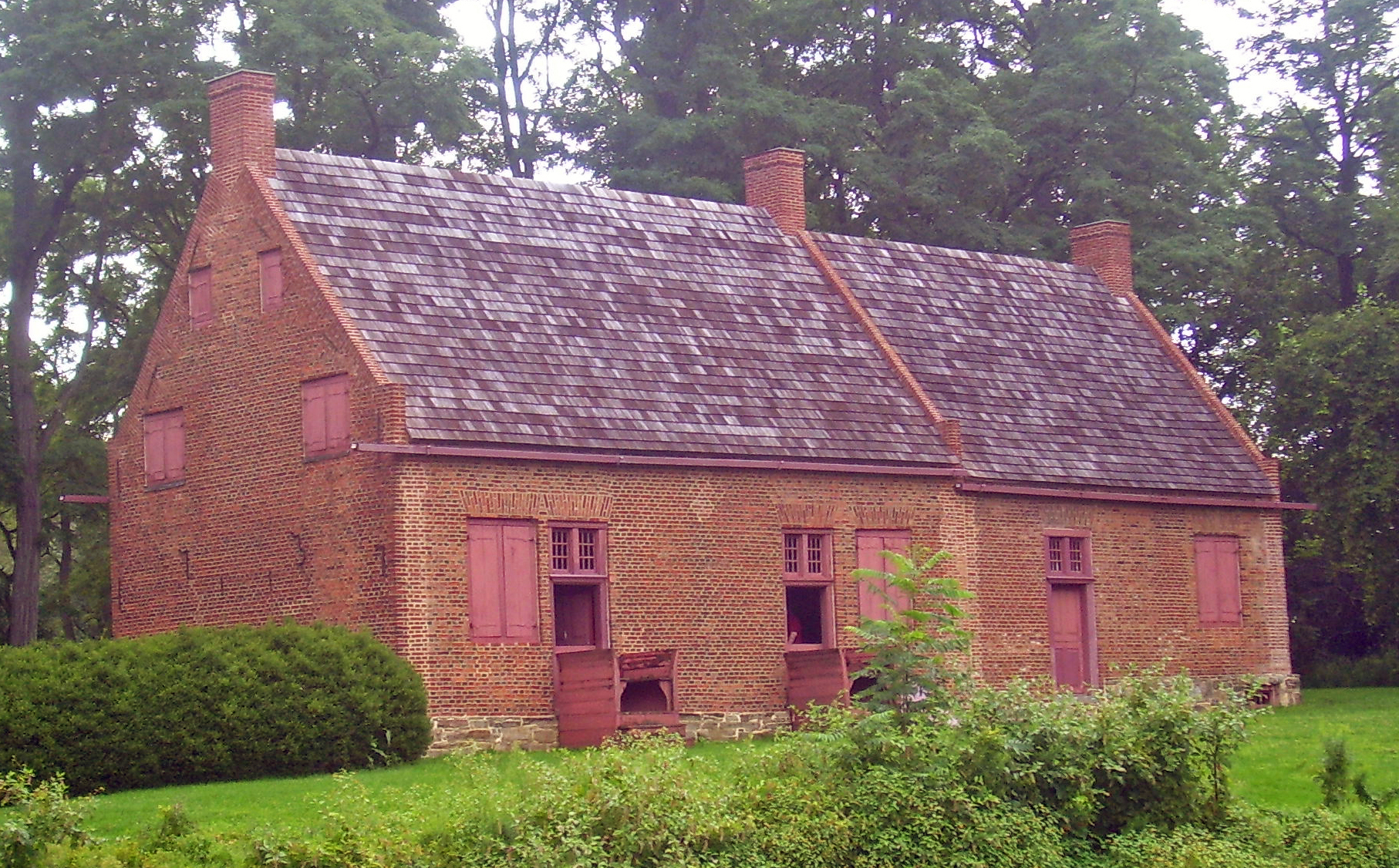
Das Van Alen House, eine National Historic Landmark nahe Kinderhook, ist ein typisches niederländisches Farmhaus des Hudson-Valley aus dem 18. Jahrhundert.

Die Mutter, Maria Van Alen, hatte als 29-jährige Witwe mit drei Kindern im Jahr 1776 seinen Vater, Abraham Van Buren, geheiratet, der zehn Jahre älter war als sie. Aus dieser Ehe gingen erst zwei Töchter und dann drei Söhne hervor, von denen Martin Van Buren der älteste war. Die Van Burens stammten von Cornelis Maessen ab, der im Jahr 1631 aus Buren im Gelderland in die niederländische Kolonie Nieuw Nederland ausgewandert war und Land nicht weit von Kinderhook erworben hatte. 1780 lebten sieben Van Buren-Familien im Township, nicht zuletzt da es in der Vergangenheit zu Heiraten unter Verwandten gekommen war. In Kinderhook wurde üblicherweise niederländisch gesprochen, das so die Muttersprache des zukünftigen Präsidenten wurde. Auch die Gottesdienste in der Niederländisch-reformierten Kirche des Ortes wurden in dieser Sprache gefeiert. Abraham Van Buren war ein Kleinbauer sowie nebenberuflich Hauptmann in der Ortsmiliz und später dazu gezwungen, das Farmhaus in eine Schankwirtschaft umzuwandeln, um die Familie versorgen zu können. Die Familie besaß zwar sechs Sklaven, was für die Gegend nicht ungewöhnlich war, aber zählte in Kinderhook allenfalls zur unteren Mittelschicht. Abraham Van Buren musste zunehmend um das wirtschaftliche Überleben kämpfen und konnte daher nur wenig Mittel für die Ausbildung der Kinder aufbringen. Er war während der Amerikanischen Revolution ein Patriot gewesen und später ein Antiföderalist und Anhänger von Thomas Jefferson. Im föderalistischen Columbia County, das im Amerikanischen Unabhängigkeitskrieg eine Hochburg der Torys gewesen war, gehörte er damit jeweils zur Opposition. Abraham Van Buren stellte seine Taverne den Antiföderalisten und späteren Jeffersonian Republicans beziehungsweise Demokratischen-Republikanern für Versammlungen zur Verfügung und war ein führender politischer Akteur in Kinderhook. In der als Raststätte beliebten Schankwirtschaft fanden sich neben Boten, die Nachrichten zwischen der Hauptstadt des Bundesstaats, Albany, und New York City transportierten, außerdem auch politische Führer ein, darunter Aaron Burr.

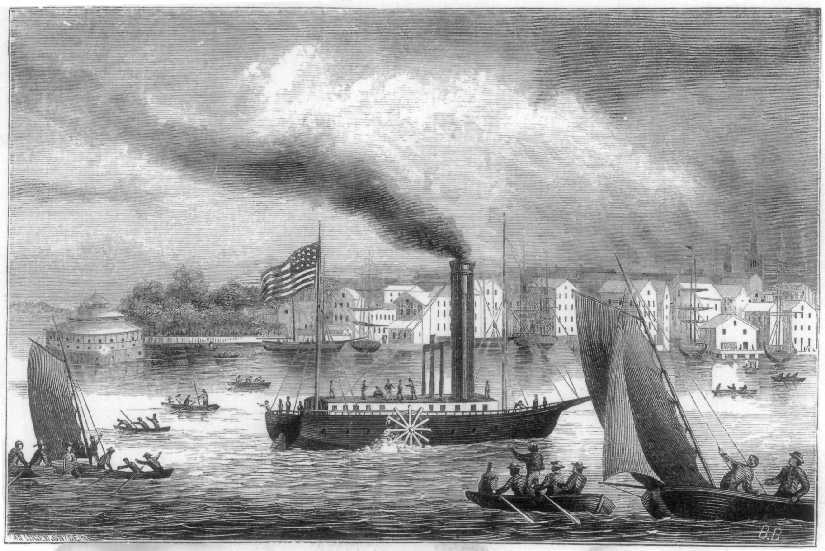
Buchillustration der Clermont (1870)

Während der Jugendzeit Van Burens wandelte sich das obere Hudson Valley wirtschaftlich und zog zunehmend Kapital an, das in neue Unternehmen oder Spekulationsgeschäfte investiert wurde. Dies führte unter anderem zur Gründung der nahe Kinderhook gelegenen Walfängerstadt Hudson. Außerdem wanderten zunehmend Siedler aus Neuengland nach New York ein, um frei gewordenes Land von Indianern oder vertriebenen Loyalisten zu bewirtschaften. Auf der einen Seite führte dies zu wirtschaftlichen und ethnischen Spannungen zwischen den niederländischen und angelsächsischen Gemeinden, auf der anderen Seite erhöhte dies die Durchlässigkeit der sozialen Schichten. Als im August 1807 Robert Fultons Raddampfer Clermont New York City und Albany miteinander verband, beschleunigte dies den Wandel im Hudson Valley noch mehr und erschütterte die Stabilität des alten und isoliert gelegenen Kinderhooks. Durch die vermehrte Zuwanderung bedingt, übertrafen die angelsächsischen Amerikaner im Bundesstaat bald an Zahl und Einfluss die angestammten niederländischen Amerikaner. New York insgesamt erlebte zu dieser Zeit ein enormes Wirtschafts- und Bevölkerungswachstum und wurde in den 1800er Jahren zur wichtigsten Exportregion der Vereinigten Staaten.
Van Buren besuchte eine kleine, aus nur einem Klassenzimmer bestehende Dorfschule. Er lernte schnell, musste aber mit 13 Jahren die Schule verlassen, da seinem Vater das Geld fehlte. Wegen dieser nicht vollwertigen Schulbildung fühlte sich Van Burens zum einen bis zum Lebensende im Umgang mit höher Gebildeten unsicher, zum anderen mag hier der Grund für sein späteres gutes Verhältnis mit Andrew Jackson liegen, dessen Schullaufbahn ähnlich ausgesehen hatte. Im Jahr 1796 verließ Van Buren das Elternhaus und ging bei dem Anwalt Francis Silvester in die Lehre. Dieser war einer der angesehensten Bürger von Kinderhook und ein überzeugter Föderalist. Silvester setzte seinen Lehrling unter Druck, den Föderalisten beizutreten, doch dieser sah Jefferson mehr vom Geiste der Amerikanischen Revolution beseelt als Alexander Hamilton. Als Francis Silvesters Vater, Peter Silvester, 1798 in den Senat von New York gewählt wurde, schlug Van Buren die Einladung aus, mit der Familie zu feiern, und blieb trotz aller Überredungsversuche durch die Silvesters in seinem Zimmer. Laut Ted Widmer nahm hier die Verachtung, mit der Van Buren während seiner gesamten politischen Karriere durch bestimmte Kreise verfolgt wurde, ihren Anfang. Ihm wurde bald nachgesagt, mit der Französischen Revolution, Maximilien de Robespierre und Jean Paul Marat zu sympathisieren, was vor dem Hintergrund des Quasi-Kriegs mit Frankreich ein beleidigender Vorwurf war. Zu dieser Zeit begannen sich die Brüder John Peter und William P. Van Ness für den jungen Anwaltslehrling zu interessieren, der es mittlerweile verstand, mit ausgewählter Kleidung seinen einfachen Stand zu kaschieren. Die Brüder Van Ness gehörten einer anderen einflussreichen Familie in Kinderhook an und waren überzeugte Jeffersonian Republicans. Als Van Buren im Jahr 1801 John Peter erfolgreich bei einem Caucus unterstützte, der diesem die Nominierung für das Repräsentantenhaus der Vereinigten Staaten einbrachte, revanchierte sich die Van Ness-Familie. Sie finanzierte Van Buren 1802 eine Reise nach New York City, wo er gemeinsam mit William P. seine Anwaltslehre fortsetzte. Die erbitterten Auseinandersetzungen zwischen Föderalisten und Republicans zu dieser Zeit bildeten das Frühstadium eines Mehrparteiensystems und dienten Van Buren für das weitere Leben als eine Idealvorstellung politischen Wettbewerbs.
Über William P. Van Ness, der einer der engsten Vertrauten von Vizepräsident Burr und einige Jahre später sein Sekundant beim tödlichen Duell mit Hamilton war, betrat Van Buren just in dem Moment in die Politik New Yorks, als die Republicans den Föderalisten die Kontrolle über den Bundesstaat entrissen. Burr schenkte ihm zudem so viel Aufmerksamkeit, dass er sich ihm zunehmend verbunden fühlte. Für die später aufgekommenen Gerüchte, er sei ein illegitimer Sohn des Vizepräsidenten gewesen, gibt es keine Beweise. Allerdings können sie faktisch auch nicht widerlegt werden. Auffällig ist jedoch, dass dieses Gerücht erst aufkam, als es politisch schädlich war, in enger Beziehung zu Burr gestanden zu haben. Im November 1803 erhielt Van Buren die Zulassung als Anwalt und kehrte nach Kinderhook zurück, wo er mit seinem Halbbruder James Van Alen eine Anwaltskanzlei eröffnete, die schnell zu einem Geschäftserfolg wurde. Trotz seiner großen Wertschätzung für Burr ordnete er diese Freundschaft der Parteidisziplin unter und unterstützte bei den, zu dieser Zeit alle drei Jahre stattfindenden, Gouverneurswahlen im April 1804 dessen Gegner Morgan Lewis, den regulären Kandidaten der Demokratisch-Republikanischen Partei, die nun die offizielle Parteiorganisation der Jeffersonian Republicans war. Daraufhin kam es zum Zerwürfnis mit der Van Ness-Familie, die Burr unterstützten.

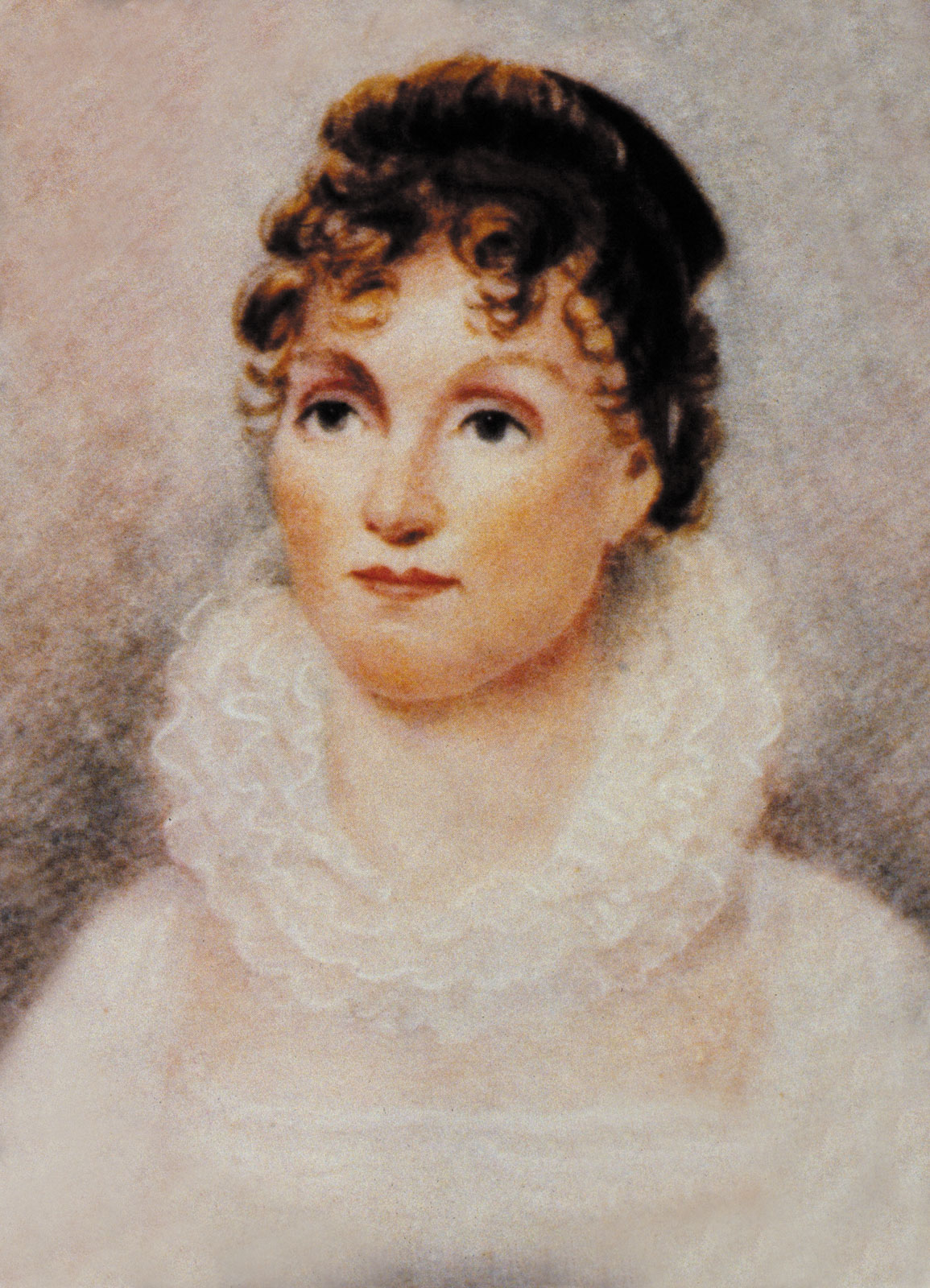
Miniaturmalerei von Hannah Van Buren durch einen unbekannten Künstler

In den nächsten Jahren entwickelte Van Buren sein politisches Engagement parallel zur Anwaltstätigkeit. Mit großer Begeisterung unterstützte er die Präsidentschaft von Jefferson, wo er nur konnte. Als es im Jahr 1807 bei den Gouverneurswahlen in New York erneut zu parteiinternen Kämpfen kam, stand er mit George Clinton und DeWitt Clinton auf Seiten des regulären Kandidaten Daniel D. Tompkins, der für ihn zu einem wichtigen politischen Verbündeten wurde. Van Buren zog aus diesem erneuten internen Konflikt den Schluss, dass die Partei einer strafferen Disziplin bedurfte. Am 21. Februar 1807 heiratete er Hannah Hoes, mit der er zusammen in Kinderhook aufgewachsen war. Als Enkeltochter eines Onkels mütterlicherseits war sie eine Nichte 2. Grades von Van Buren. Hannah brachte vier Söhne zur Welt, bevor sie am 5. Februar 1819 nach drei Jahren Krankheit an einer Tuberkulose verstarb. Van Burens Gefühle für Hannah bleiben ein Rätsel, da er sie in seiner erhaltenen Korrespondenz und Autobiographie so gut wie gar nicht erwähnte. Van Buren blieb danach unverheiratet. Aus der Korrespondenz Van Burens geht hervor, dass er zumindest bis 1810 Sklavenhalter war.
Nach der Hochzeit zog das junge Paar nach Hudson, wo Van Buren fortan seine Anwaltskanzlei betrieb. Schnell agierte er geschäftlich erfolgreich und erwarb sich den Ruf, einer der talentiertesten Anwälte im Hudson-Valley zu sein. Van Buren vertrat oft kleine Landpächter, die sich gegen die aus kolonialer Vorzeit stammenden fragwürdigen Besitztitel der Großgrundbesitzer zur Wehr setzten, so im Jahr 1811 gegen die Familien Livingston und Van Rensselaer, wovon er bei der Senatswahl im folgenden Jahr profitierte. Er scheute sich nicht, die Lehrmeinung des berühmten Juristen James Kent anzugreifen und die damals noch weit verbreitete Praxis der Schuldgefängnisse infrage zu stellen. Van Buren entwickelte in diesem Lebensabschnitt Fähigkeiten, wie zum Beispiel akribische Vorbereitung, Arbeitseifer, Gewieftheit und eine leicht verständliche Sprache, die ihn später als Politiker auszeichneten und in Verbindung mit seiner geringen Körpergröße von knapp 1,68 m den Spitznamen Little Magician (deutsch: „Kleiner Zauberer“) einbrachten. Hinzu kamen ein hervorragendes Gedächtnis, hohe soziale Kompetenz und ausgeprägte Kommunikationsfähigkeit. Van Burens frühe Biographen, darunter George Bancroft, betonten die zentrale Rolle dieser Jahre für Van Burens späteren Werdegang. Bis zum Jahr 1821, als er in den Senat der Vereinigten Staaten einzog, blieb die Anwaltstätigkeit seine Hauptbeschäftigung, und er war laut dem Biographen Donald B. Cole einer der fähigsten Rechtsanwälte, der jemals amerikanischer Präsident wurde.

### Politische Laufbahn bis zur Präsidentschaft

#### Im Senat von New York

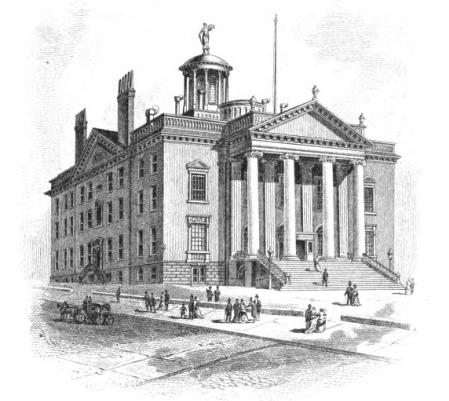
Zeichnung des alten State Capitols von New York durch einen unbekannten Künstler (1879)

Im Jahr 1812 kandidierte Van Buren für den Senat von New York, der wie die gesamte State Legislature alle 12 Monate gewählt wurde. Für dieses Vorhaben erwies sich seine Reputation als Anwalt der einfachen Leute als sehr nützlich. Bei der Stimmenauszählung im April deutete erst alles auf einen Sieg des föderalistischen Konkurrenten Edward Livingston hin. Van Buren hatte sich in der ersten Maiwoche in Hudson bereits auf einen Raddampfer nach New York City eingeschifft, um seine Anwaltstätigkeit wieder aufzunehmen, und gerade abgelegt, als sein Schwager auf einem Ruderboot zu ihm stieß. Von ihm erfuhr er, dass er mit einem Vorsprung von 200 Stimmen, was etwa ein halbes Prozent war, die Wahl für sich entschieden hatte. Er war zu diesem Zeitpunkt 29 Jahre alt und der zweitjüngste Senator in der Geschichte des Bundesstaates. Er trat sein Amt am 4. Juli, dem amerikanischen Unabhängigkeitstag, an. Nahezu zeitgleich begannen die Kampfhandlungen im Britisch-Amerikanischen Krieg, dessen Gefechte zum großen Teil in New York stattfanden und Neuengland an den Rand der Sezession trieb, während die Bundesregierung in Washington, D.C. zerstritten und führungsschwach agierte. Der Krieg von 1812 und dessen Folgen blieben bis 1820 die zentralen Themen der New Yorker Politik. Van Buren, der schon vor der Wahl Stellung gegen das Vereinigte Königreich Großbritannien und Irland bezogen hatte, zählte zur Kriegsfraktion. Er sah durch den britischen Angriff nicht nur das Land gefährdet, sondern auch dessen republikanische und freiheitliche Grundordnung.
Bei der Präsidentschaftswahl 1812 unterstützte er wie viele Demokratische-Republikaner New Yorks anfangs DeWitt Clinton gegen James Madison, da es Vorbehalte gab, stets hinter Kandidaten aus Virginia zurückzustecken. Um die Anhänger Madisons darüber hinwegzutäuschen, dass Clinton geheime Absprachen mit den Föderalisten getroffen hatten, berief Van Buren einen Caucus ein; ein Mittel, auf das er während seiner politischen Laufbahn häufig zurückgriff. Erst als Clinton diesen gewonnen hatte, kam es zur Abstimmung über die Wahlmänner für das Electoral College, die damals in New York von der State Legislature gewählt wurden. Die anschließende Niederlage Clintons gegen Madison sowie dessen Avancen in Richtung der Föderalisten, die einer friedlichen Verständigung mit Großbritannien das Wort redeten, schädigten Van Burens innerparteiliche Stellung kurzfristig.

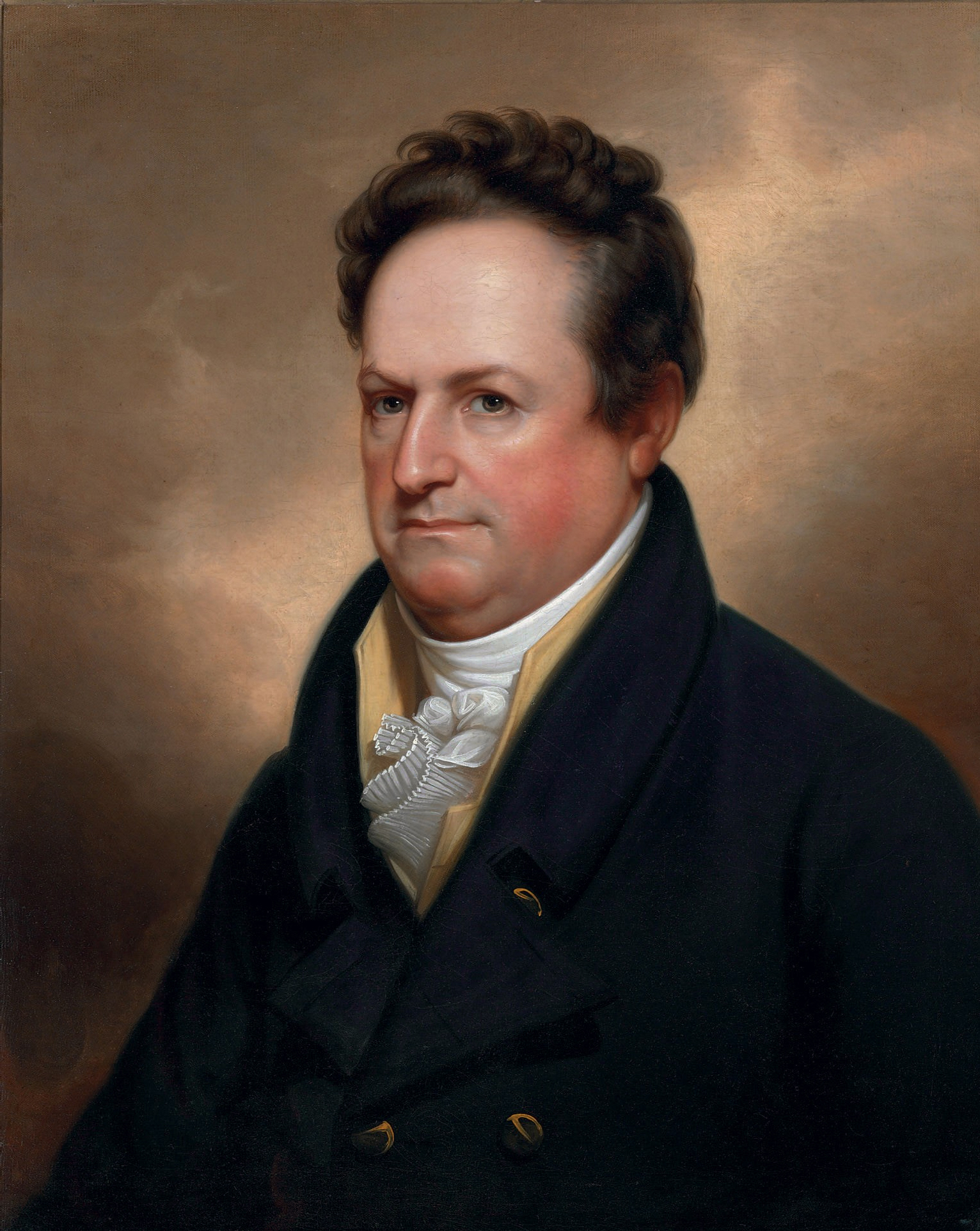
Gemälde von DeWitt Clinton (Rembrandt Peale, 1823)

Clinton war das erste bedeutende Hindernis für Van Burens politischen Aufstieg. Zuerst kooperierten sie miteinander und Clinton unterstützte Van Burens Wahl in den Senat von New York. Als Clinton zu seinem autoritären Habitus zurückkehrte und Van Buren im Vorfeld der Gouverneurswahlen 1813 das Gefühl bekam, von ihm angelogen zu werden, zerbrach dieses Bündnis. In vielen Aspekten waren sie gegensätzliche Naturen: Clinton, der aus einer reichen und mächtigen Familie kam und eine große Statur hatte, war ein politischer Führer mit großer persönlicher Ausstrahlung, einem Sinn für Theatralik und sehr viel Selbstbewusstsein bis hin zur Arroganz, weshalb er auch Magnus Apollo genannt wurde. Der aus bescheidenen Verhältnissen stammende, gesellige Van Buren dagegen lebte vor allem von seinem organisatorischen Geschick und setzte nicht seine persönlichen Launen, sondern die Partei an erste Stelle. Der konkrete Anlass für den offenen Bruch zwischen den beiden ergab sich, als Clinton Van Buren bat, ihn für das Amt des Vizegouverneurs zu nominieren. Van Buren kam dieser Bitte zwar formal nach, machte aber in der sarkastischen Ansprache deutlich, dass er eigentlich John Tayler für den besseren Kandidaten hielt. Durch diese Emanzipation von Clinton und Annäherung an das Lager von Tompkins konnte er sich in der Folge als der führende Politiker im Senat von New York etablieren. Dies alles festigte Van Burens Überzeugung, dass systematischer Parteienwettbewerb an die Stelle interner Fraktionskämpfe treten sollte. In einer Adresse für die Gouverneurswahl 1813 äußerte er sich in diesem Sinne und schlug nationalistischere Töne an, als sie im Republikanismus Jeffersons zu hören waren, und einen Vorgeschmack auf die spätere Jacksonian Democracy gaben.
Zu Jahresbeginn 1814 engagierte sich Van Buren stark in der Kriegsgesetzgebung und bei den Wahlen für die State Legislature, bei denen die Föderalisten im April eine klare Niederlage erlitten. Im selben Jahr diente er als Rechtsoffizier im Kriegsgerichtsverfahren gegen General William Hull, der sich wegen der Aufgabe von Detroit verantworten musste. Zwei Wochen nachdem der britische Vormarsch in New York durch die Schlacht bei Plattsburgh gestoppt wurde, traf sich die State Legislature Ende September 1814 zu einer Notfallsitzung, um Kriegsmaßnahmen zu beschließen. Das Herzstück dieser Beschlüsse war die am 24. Oktober verabschiedete Classification Bill (deutsch: „Eingruppierungsgesetz“) von Van Buren. Dieses Gesetz legte die auf zwei Jahre befristete Aushebung von 12.000 Rekruten im Bundesstaat fest, trat aber nicht in Kraft, da der Krieg vorher endete. Der Politiker Thomas Hart Benton bewertete es später als das energischste Kriegsgesetz der amerikanischen Geschichte. Kriegsminister James Monroe nutzte die Classification Bill im Dezember 1814 als Vorlage für ein ähnliches Gesetz auf Bundesebene. Am Ende des Kriegs war Van Buren einer der führenden Republicans von New York, auch weil er populäre Themen besetzte, indem er sich gegen Schuldgefängnisse und eine Neugründung der First Bank of the United States positionierte.
Van Buren spürte zu dieser Zeit, dass der Bundesstaat einen politischen Wandel brauchte. Da er mit dieser Wahrnehmung nicht alleine dastand, bildete er ein Netzwerk mit Gleichgesinnten, das vor allem durch die Abneigung gegen Clinton zusammengehalten wurde. Bei diesem Unternehmen erwies sich der historische Kontext als hilfreich: Das in der amerikanischen Geschichte wahrscheinlich unübertroffene Wirtschaftswachstum New Yorks in den ersten Jahrzehnten des 19. Jahrhunderts und der damit einhergehende Wandel hatten dazu geführt, dass Macht und Einfluss nicht mehr bei einigen wenigen Großgrundbesitzer-Familien im Hudson-Valley lagen, sondern sich in Manhattan bei Kapital und Handel konzentrierten. Die Zeit der aristokratischen Familien, die mit persönlichen Beziehungen die Geschicke des Bundesstaats lenkten, war vorüber. Zu Van Burens Netzwerk gehörten auch junge Journalisten und Anwälte, darunter Männer wie Benjamin Franklin Butler, John W. Edmonds, William L. Marcy und Silas Wright, die später den engeren Machtzirkel der New Yorker Demokraten bildeten.
Das erste Ziel der frühen Seilschaft um Van Buren war, Ambrose Spencer die Kontrolle über die Demokratischen-Republikaner New Yorks zu entreißen. Ein erster Erfolg war diesbezüglich die Wahl Van Burens zum Attorney General von New York im Jahr 1815. Bei der Nominierung für den Präsidentschaftskandidaten der Demokratischen-Republikaner für die Wahlen 1816 war er sich nicht sicher, ob er Monroe, Tompkins oder William Harris Crawford unterstützen sollte. Van Buren favorisierte zwar Tompkins, aber er fühlte, dass die Zeit noch nicht reif war für eine Ablösung der sogenannten Virginia-Dynastie, zu der die Präsidenten Jefferson, Madison und Monroe gerechnet werden. Er konzentrierte sich daher auf seine Wiederwahl als Attorney General, die ihm im April 1816 trotz der Opposition von Spencer gelang. Im folgenden Jahr musste Van Buren eine Niederlage einstecken, als sein größter politischer Gegner Clinton mit Unterstützung von Spencer zum Gouverneur von New York gewählt wurde. Persönlich begannen für Van Buren nach der politischen Niederlage gegen Clinton 1817 drei schwere Jahre, die von Trauerfällen im engsten Familienkreis gekennzeichnet waren. Nachdem sein Vater 1817 und die Mutter im Februar 1818 verstorben waren, erlag Hannah im Februar 1819 ihrer schweren Krankheit, was ihn in eine psychologische Krise stürzte. Clinton erkannte Van Burens Schwäche und nutzte die Gelegenheit, um ihn im Juli gleichen Jahres als Attorney General zu entlassen.
In Van Buren reifte nach und nach die Erkenntnis, dass er mit seiner Seilschaft nicht die Kontrolle über die Demokratischen-Republikaner erreichen konnte, weshalb er im Frühjahr 1817 eine eigene politische Organisation gründete, die bis 1821 zur bis dahin ausgeklügeltsten Gruppierung dieser Art in der Geschichte New Yorks und zum Fundament der Jacksonian Democracy wurde. Ihre Mitglieder wurden als Bucktails (deutsch: „Bockschwänze“) bekannt, da sie an ihren Hüten wie die Angehörigen der politischen Interessengruppe von Tammany Hall die Schwänze von Hirschen trugen. Einflussreiche Mitglieder der Bucktails waren der Senator Nathan Sanford, Samuel Young aus der Erie Canal Commission, Erastus Root aus der New York State Assembly, Walter Bowne, Lucas Elmendorf und Peter R. Livingston aus dem Senat von New York und am bedeutendsten Vizepräsident Tompkins. Sie entwickelten ein klares Parteiprogramm, großen Zusammenhalt und nutzten in brillanter Weise die Presse als Herz der Organisation. Eine wichtige Rolle spielte dabei die Zeitung Albany Argus, deren Gründung Van Buren im Jahr 1813 finanziell unterstützt hatte und deren Hauptinvestor er ab 1820 war. Die ideologischen Grundlagen der Bucktails waren die Prinzipien Jeffersons, die sie jedoch an die wirtschaftliche Dynamik New Yorks anpassten. Zwar traten sie wie ihr Vorbild insbesondere für die Interessen der Bauern ein und verteidigten sie gegen Ausbeutung durch Spekulanten und Banken, aber hatten als weitere Machtbasis die rasant wachsende Bevölkerung von New York City auf ihrer Seite. Obwohl sie wie Jefferson prinzipiell hohe staatliche Investitionen ablehnten, unterstützten sie angesichts des öffentlichen Drucks ab Frühjahr 1817 doch den Bau des Eriekanals. Trotz der Verständigung in dieser Sache blieben Bucktails und Clintonians zwei gegnerische Lager innerhalb der Demokratisch-Republikanischen Partei, die sich diametral gegenüber standen.
Die Stärke der Bucktails offenbarte sich erstmals auf einem Caucus der Demokratischen-Republikaner im Januar 1819, als ihr Kandidat für den Speaker der New York State Assembly den Sieg davon trug. Im gleichen Jahr konnten sie ein Mitglied auf einen freigewordenen Posten in der Erie Canal Commission platzieren und begannen eigene Caucuse abzuhalten. Mit den Clintonians rangen sie darum, die schwindende Anzahl der Föderalisten in der State Legislature auf ihre Seite zu ziehen. Dazu unterstützten sie im Dezember 1819 die Wahl des Föderalisten Rufus King in den Senat der Vereinigten Staaten. Problematisch für Van Buren gestaltete sich zudem die Debatte um den Beitritt Missouris in die Vereinigten Staaten, die eng mit der Sklavereifrage verbunden war. In New York erstarkten mit Unterstützung der Clintonians und Föderalisten die Abolitionisten, während sich im Senat King, nun ein Bündnispartner Van Burens, gegen eine Ausweitung der Sklaverei aussprach. Da Van Buren eine Annäherung Kings an Clinton fürchtete und andererseits angesichts der Stimmungslage nicht wagen konnte, für die Sklaverei Partei zu ergreifen, agierte er vorsichtig. Er unterzeichnete zwar eine Petition der Clintonians, die eine Versammlung zu diesem Thema in Albany initiierte, blieb dieser aber am Ende fern. Später warfen ihm deshalb seine Gegner in den Südstaaten vor, ein Abolitionist zu sein, während ihm in den Nordstaaten das Gegenteil vorgehalten wurde. Mit Hilfe ihrer Presseorgane erstarkten die Bucktails 1820 erheblich, wenngleich ihr Erfolg bei den Wahlen im April nicht so groß war, wie von Van Buren erhofft, da Clinton als Gouverneur wiedergewählt wurde. Van Buren selbst hatte nicht wieder für den Senat von New York kandidiert; einer der Gründe war Unsicherheit wegen seiner Siegchancen. Als wichtig erwies sich die erreichte Mehrheit im Council of Appointments, einem für die Postenvergabe im Öffentlichen Dienst zuständigen Regierungsgremium. Dies erlaubte Van Buren Ämterpatronage in seinem Sinne und den Austausch von hunderten Föderalisten und Clintonians gegen Bucktails, darunter Samuel A. Talcott als Attorney General und sein Schwager als Leiter der Staatsdruckerei von New York. Im Frühjahr 1821 trat Van Buren gegen den Bucktail Sanford, der von Clinton unterstützt wurde, für einen Senatssitz im 17. Kongress der Vereinigten Staaten an. Am Ende erwies sich die Parteidisziplin der Bucktails dem auf eine Verschmelzung von Parteien setzenden Führungskonzept Clintons überlegen, da sie nahezu geschlossen für Van Buren stimmten, obwohl etliche Bucktails Sanford präferierten. Damit hatten sich die Bucktails endgültig als politische Macht etabliert und aus dem komplexen Geflecht konkurrierender republikanischer und föderalistischer Fraktionen ein Zweiparteiensystem gemacht, in dem sich Clintonians und Bucktails gegenüberstanden.
In New York setzten die Bucktails bei den Wahlen 1821 die Einberufung einer Verfassunggebenden Versammlung durch, um die von 1777 stammende Verfassung New Yorks zu erneuern. Sie sahen dies als Möglichkeit, konstitutionell die Rolle der Parteien zu stärken und die des Gouverneurs zu schwächen. Der Konvent, in dem die Bucktails eine Dreiviertelmehrheit hatten, tagte ab dem 28. August 1821 in Albany. Van Buren verhielt sich auf der Versammlung moderat und vermittelte zwischen dem radikalen und konservativen Flügel. Einig waren sich beide Seiten in der Abschaffung des Council of Revisons, einem Regierungsgremium, das die Gesetzgebung der State Legislature kontrollierte. Die Amtszeit des Gouverneur wurde um ein Jahr auf zwei Jahre verkürzt. Das Wahlrecht wurde erweitert, so dass sich die Zahl der Wahlberechtigten im Bundesstaat auf 260.000 erheblich vergrößerte. Das Wahlrecht für freie Afroamerikaner war stark umstritten. Zwar opponierte Van Buren gegen die Kräfte, die es den Schwarzen komplett verweigern wollten, aber er setzte mit anderen das erforderliche Vermögen auf 250 US-Dollar (2025: ca. 6.200 US-Dollar) an, wodurch vielen von ihnen das Wahlrecht verwehrt wurde. Als es um die Postenbesetzung ging, setzte sich Van Buren mit Ausnahme der Bestimmung von Friedensrichtern bei fast allen seinen Vorschlägen durch, die eine Auflösung des Council of Appointments und Ämtervergabe je nach Position durch Senat, Gouverneur oder in den meisten Fällen lokale Wahlen vorsahen, was die Parteikontrolle stärkte. Er war gleichfalls erfolgreich bei der Justizreform, die unter anderem eine Neubesetzung des New York Supreme Courts, also des Obersten Gerichts des Bundesstaats, vorsah, wodurch er Gegner wie Spencer und William W. Van Ness loswurde. Außerdem gelang es dem die Versammlung dominierenden Van Buren in der Verfassung einen neuen Zuschnitt der Senatsdistrikte festzuschreiben, der die Bucktails bei künftigen Wahlen begünstigte. Die Verfassunggebende Versammlung von 1821 war ein wichtiger Schritt im Wandlungsprozess Van Burens von einem Politiker regionaler zu einem von nationaler Bedeutung. In den Monaten nach dem Konvent erlangten die Bucktails als Parteimaschine auf Grundlage der neuen Verfassung durch Ämterpatronage und Klientelismus immer mehr politische Kontrolle über New York, so dass sie bald als Albany Regency (deutsch: „Albany-Regentschaft“) bekannt wurden, an deren Spitze Van Buren thronte. Obwohl die Albany Regency auf dem Spoils system aufbaute, war ihre Führung nicht korrupt, da sie Posten aus politischen und nicht persönlichen Gründen vergaben. Die Regency und Van Buren wurden bald zum Synonym für ein neues politisches Konzept, das die Konsensorientierung der Gründerväter mit ihrer Verachtung für Parteien überwand und diese als demokratische Organisationen verstand, die mehr politische Teilhabe und das Austragen grundlegender, unvermeidlicher Konflikte ermöglichten. Als im Sommer 1822 Clinton bekannt gab, nicht mehr als Gouverneur zu kandidieren, hatte Van Buren endgültig über seinen politischen Erzfeind triumphiert.

#### Im Senat der Vereinigten Staaten

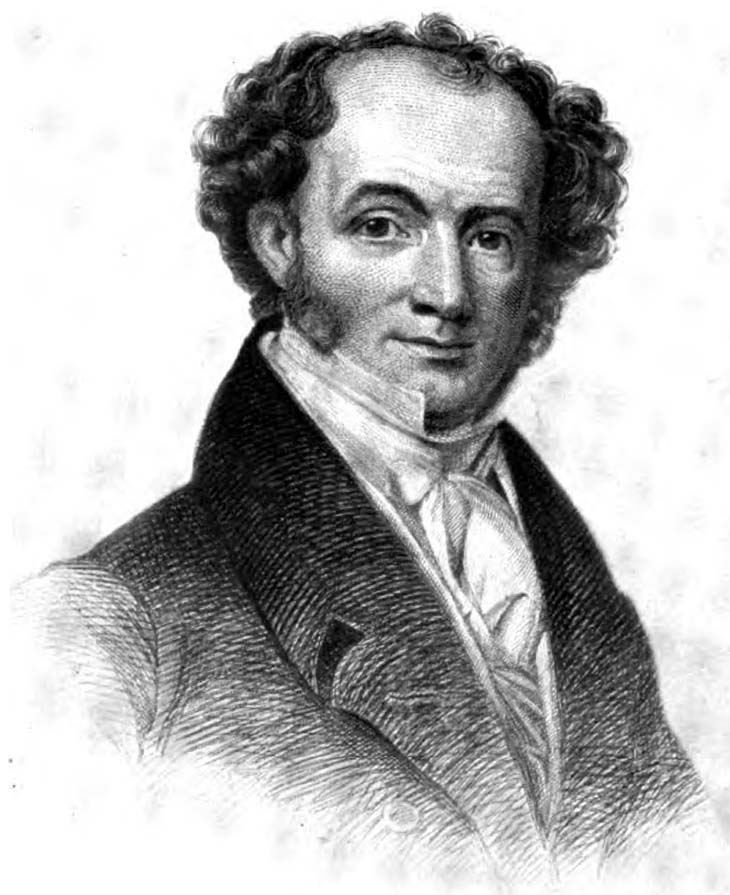
Zeichnung Van Burens aus der Encyclopedia Americana von 1920

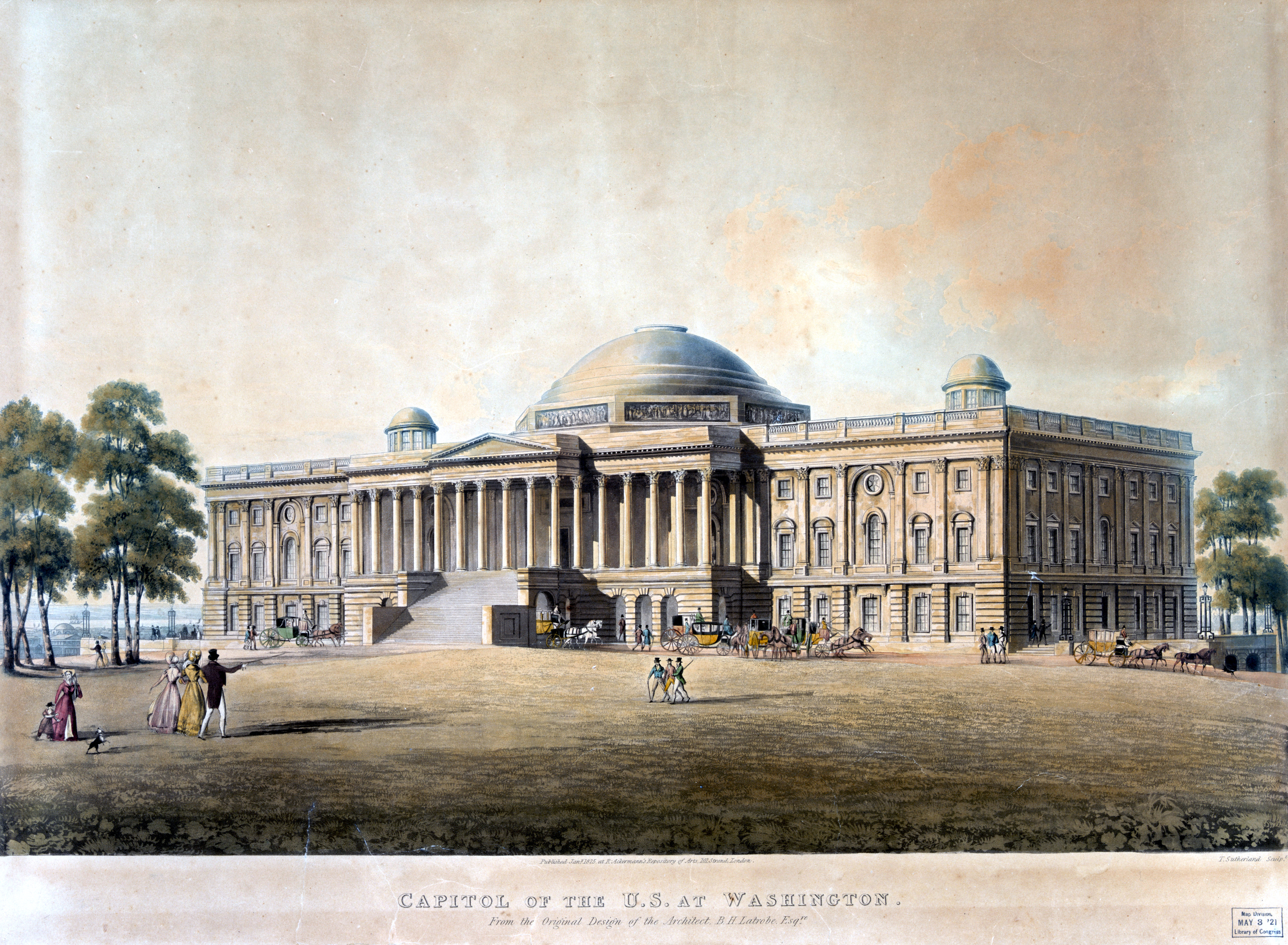
Kolorierter Druck des United States Capitol (Januar 1825)

Nach der Verfassunggebenden Versammlung begab sich Van Buren nach Washington, um seinen Sitz im 18. Kongress der Vereinigten Staaten einzunehmen. Da er bis dahin für alle Söhne Pflegeeltern gefunden hatte, konnte er sich jetzt voll auf die Politik konzentrieren. Sein erster Auftritt im United States Capitol begann katastrophal, als er in seiner Rede vollständig den Faden verlor, verstummte und sich öffentlich erniedrigt wieder setzte. Nachdem er sich beruhigt hatte, setzte er die Rede fort und entschied die Debatte für sich. Trotz dieses schweren Starts wurde er schnell zu einer Führungsfigur im Senat und unter anderem Vorsitzender des Justizausschusses des Senats. Außerdem gelang es Van Buren, den Clintonian John W. Taylor als Sprecher des Repräsentantenhauses auszuschalten und durch Philip Pendleton Barbour zu ersetzen. Er entwickelte insbesondere zu den Old Republicans (deutsch: „Alte Republikaner“) um Nathaniel Macon, John Taylor of Caroline und John Randolph of Roanoke ein enges politisches Verhältnis. Diese Fraktion hing den klassischen republikanischen Idealen Jeffersons an und lehnte wie die Radikalen des Nordens, zu denen Van Buren und James Buchanan zählten, den Nationalismus Monroes ab. Zwar stimmten ihre Positionen in der Zollfrage und hinsichtlich der Subvention von Verkehrsprojekten nicht immer überein, doch insgesamt war die politische Nähe zu den Old Republicans richtungsweisend für Van Burens weitere Laufbahn. Van Burens Ziel war es, die Demokratischen-Republikaner innerhalb eines Mehrparteiensystems wiederzubeleben. Dazu strebte er die Gründung einer neuen nationalen Parteiorganisation von bisher nicht gekannter Stärke und Reichweite an, deren Fundament zum einen eine Allianz seines Heimatstaats mit Virginia bildete und zum anderen ein attraktives Programm, das den Interessen von möglichst vielen Regionen und Gesellschaftsgruppen entgegenkam. Anfangs gestaltete sich der Fortschritt bei diesem Vorhaben langsam. Van Buren geriet früh in einen Konflikt um Ämterpatronage mit Präsident Monroe, was das Misstrauen in den Präsidenten weiter verschärfte. Für ihn war der sich mit vielen Föderalisten umgebende Monroe nur an der Oberfläche ein Republikaner. Zu dieser Zeit wurde offensichtlich, dass George Washingtons Ideal von einem Staat ohne Parteienkonkurrenz in einem Land, das keine einfache Agrargesellschaft mehr war, sondern nach Westen expandierte und wie insbesondere New York zunehmend durch Urbanisierung, Industrialisierung und Finanzkapital geprägt wurde, nicht funktionieren konnte.
Van Buren pflegte zur Damenwelt Washingtons vielerlei freundschaftliche Beziehungen, ohne Affären zu beginnen. Insbesondere seine Verbindung mit Ellen Randolph, einer Enkelin von Jefferson, sorgte in der Stadt für Klatsch. Ab dieser Zeit knüpfte Van Buren zu außergewöhnlich vielen Politikern aus den Südstaaten enge Beziehungen, darunter von Anfang an einflussreiche Personen wie John C. Calhoun oder Randolph. Zukünftig bedeutsame Freundschaften mit jüngeren Südstaatlern schloss er mit Louis McLane und William Cabell Rives. Früher als andere erkannte er das politische Potenzial von Reisen und besuchte regelmäßig für längere Zeit den Süden. Eine seiner Verbindungen hier baute er zu dem Journalisten Thomas Ritchie auf, dem führenden Kopf der Richmond Junto (deutsch: „Richmond-Clique“), die als Parteimaschine Virginias das Pendant zur Albany Regency war. Im Mai 1824 besuchte er für mehrere Tage Jefferson in Monticello. Die Begegnung mit seinem Idol hauchte Van Burens republikanischen Idealen neues Leben ein und bestärkte ihn in seiner prinzipiellen Abneigung gegen Präsident Monroe. Gleichfalls im Vorfeld der Präsidentschaftswahl von 1824 begann Van Buren eine Korrespondenz mit Ex-Präsident Madison und besuchte mit John Adams einen weiteren in Quincy.
Die um Vereinigung politischer Gegensätze und Verschmelzung von Parteien bemühte Präsidentschaft Monroes, die das Kennzeichen der Era of Good Feelings (deutsch: „Ära der guten Gefühle“) war, hatte durch ihre Passivität die Rivalitäten zwischen Personen und Fraktionen verstärkt. So kam es, dass die Präsidentschaftswahl 1824 mit Außenminister John Quincy Adams, Finanzminister Crawford, Kriegsminister Calhoun, Henry Clay und Jackson ein außergewöhnlich starkes Teilnehmerfeld verzeichnete. Van Buren unterstützte nach reiflicher Überlegung ab Frühjahr 1823 Crawford, der den Positionen der Old Republicans am nächsten stand und nach Van Burens Einschätzung am ehesten die Nord- und Südstaaten hinter sich vereinigen konnte. Im Februar 1824 berief Van Buren einen Caucus der Demokratisch-Republikanischen Kongressabgeordneten ein; dies war seit 1796 das Mittel zur Nominierung eines Präsidentschaftskandidaten. Zu dieser Zeit galt diese Form der Nominierung aber bereits als anachronistisch und zu wenig demokratisch, weshalb bis auf Crawford keiner der anderen Kandidaten und auch nur wenige Kongressmitglieder anwesend waren. Diese Rumpfversammlung von 66 Kongressabgeordneten wählte Crawford zum Präsidentschaftskandidaten und Albert Gallatin zu seinem Running Mate. Wichtiger als diese Wahl ist die Tatsache, dass diese Versammlung den Aufstieg einer neuen mächtigen Koalition von Politikern aus Nord- und Südstaaten signalisierte, einer Proto-Partei, die unter Führung von Van Buren und Ritchie stand und die Basis für Jacksons Sieg im Jahr 1828 bildete. Kurze Zeit später versuchte Adams, Van Buren in New York als politischen Gegner aus dem Weg zu räumen, indem er ihn Präsident Monroe vergeblich für eine Berufung in den Obersten Gerichtshof vorschlug.
Ein Schlaganfall ließ Crawford im Spätsommer 1823 weitgehend stumm, taub und bewegungsunfähig zurück; für die Wahlkampagne bedeutete das einen herben Rückschlag, auch wenn er sich später etwas erholte. Dass Van Buren als Hauptverantwortlicher den Wahlkampf dennoch nicht abbrach, wurde ihm später als Fehlverhalten angelastet. In New York hatte Van Buren mit Schwierigkeiten zu kämpfen. Um die wichtigen Wahlmännerstimmen aus New York im Electoral College zu sichern, verhinderte Van Buren die Einführung eines Popular Vote, die von Gegnern der Albany Regency vorangetrieben wurde, so dass die Wahlmänner weiterhin von der State Legislature bestimmt wurden. Als hinderlich für die Kampagne erwies sich die durch einen Bucktail vorgenommene Entlassung Clintons aus der Erie Canal Commission. Diese Demütigung erregte in der Öffentlichkeit so viel Mitleid, dass Clinton erneut zum Gouverneur gewählt wurde. Bei der Abstimmung über die Wahlmänner in der State Legislature im November 1824 wurde Van Buren schließlich politisch ausmanövriert, als sich die Lager von Clay und Adams auf eine gemeinsame Liste verständigten und Crawford in New York so nur vier Wahlmänner blieben. Später kam es zu einem Patt im Electoral College und das Repräsentantenhaus wählte im Februar 1825 Adams zum Präsidenten, wobei entscheidend war, dass Stephen Van Rensselaer III. trotz anderslautender Zusage an Van Buren am Ende doch für Adams stimmte. Für Van Buren war es in dreifacher Hinsicht eine Niederlage: Er hatte auf den falschen Mann gesetzt, zu lange an diesem festgehalten und die Wahl von Adams nicht verhindern können, der für den Quasi-Föderalismus der Regierung Monroes stand. Daneben schädigte dieses Ereignis Van Burens Parteiorganisation und die Albany Regency.
Eines von Van Burens Hauptanliegen war, das rapide gestiegene wirtschaftliche und demographische Gewicht New Yorks in mehr politischen Einfluss innerhalb der amerikanischen Union umzumünzen. Zu diesem Zweck und um die geschwächte Parteibasis in New York zu stärken, verständigte er sich nach der verlorenen Präsidentschaftswahl mit Clinton. Durch dieses Bündnis konnte Van Buren seine Proto-Partei für die kommende Präsidentschaftswahl hinter Jackson vereinigen, in dem er die stärkste Alternative zu Adams sah, und seine Wiederwahl in den 20. Kongress im Februar 1827 sichern. Als Lehre aus der Niederlage von 1824 zog er die Erkenntnis, dass für einen Sieg die Integration divergierender Interessen in eine Plattform notwendig war. Als diese gemeinsame Basis diente der Missouri-Kompromiss von 1820, an dessen Entstehung und Etablierung fast alle der bedeutenden politischen Führungsfiguren der folgenden Jahrzehnte beteiligt waren. Die unbeholfene und unpopuläre Präsidentschaft Adams’, der etliche frühere Föderalisten in wichtige Positionen hievte, spielte Van Buren dabei in die Hände, den Republikanismus im klassischen Sinne Jeffersons zu erneuern und diese Bewegung zu einer vollwertigen Oppositionspartei zu entwickeln. Eine wichtige Rolle spielte eine Sommerfrische Van Burens im Jahr 1826 in Saratoga Springs, wo er begann, die gegnerischen Fraktionen von Calhoun, Crawford und Jackson zusammenzuführen. Als erste gemeinsame Anstrengung dieser Kräfte im 19. Kongress erwies sich die in der Tradition von Washington, Jefferson und Monroe stehende isolationistische Opposition gegen die Teilnahme der Vereinigten Staaten am Panama-Kongress vom Juli 1826. Über Weihnachten 1826 begab sich Van Buren nach South Carolina und gewann dort von Calhoun, der Vizepräsident im Kabinett John Quincy Adams war, die Unterstützung für Jackson als Präsidentschaftskandidaten. Calhoun wurde später Vizepräsident unter Jackson, diente also unter zwei konkurrierenden Präsidenten in dieser Funktion, ein bis heute einmaliger Vorgang in der amerikanischen Politikgeschichte. Auf einer weiteren Reise in die Südstaaten gewann Van Buren Crawford für das Jackson-Lager. Van Buren verbündete sich zudem mit weiteren politischen Führungsfiguren aus anderen Bundesstaaten, wie zum Beispiel Buchanan in Pennsylvania, Amos Kendall und Francis Preston Blair in Kentucky, Isaac Hill in New Hampshire, Benton in Missouri und John Henry Eaton und Sam Houston von der Nashville Junto, der Parteimaschine Tennessees. Im Herbst 1827 konzentrierte sich Van Buren auf die Wahlen zur New York State Assembly, wo er die aufkommende Anti-Masonic Party bekämpfte, und konnte für die Jacksonians einen klaren Sieg erreichen. Er festigte zu dieser Zeit die Beziehung zu Jackson, der lange Zeit unschlüssig war, ob er es in New York mit Van Buren oder Clinton als Verbündeten halten sollte. Nach dem Tod Clintons im Februar 1828 war diese Frage zugunsten Van Burens geklärt und die politische Freundschaft zu Jackson vertiefte sich.
Die meisten dieser Operationen verbarg Van Buren vor der Öffentlichkeit, wobei es ihm fast immer gelang, die Spuren zu verwischen. Einblicke in die Tätigkeiten dieser Zeit gibt vor allem ein Brief an Ritchie vom Januar 1827. Darin gab er der Hoffnung Ausdruck, mit seiner neuen Organisation, die er Democracy (deutsch: „Demokratie“) nannte, die politische Landschaft substanziell zu verändern. Ziel sei es, die Unordnung der Kandidatenauswahl für die Präsidentschaft so zu systematisieren, dass sie weniger von den betreffenden Persönlichkeiten, sondern von politischen Inhalten bestimmt werde. Durch das Entstehen einer nationalen Partei, die „die Pflanzer des Südens und einfachen Republicans des Nordens“ vereine, könnten die mit der Sklavereifrage verbundenen Spannungen zwischen Nord- und Südstaaten, insbesondere die abolitionistischen Attacken auf die Institution der Sklaverei als solches, aufgefangen werden. Von Historikern wurde dieser Brief später häufig als Beleg dafür angeführt, dass Van Buren ein Anhänger der Sklaverei gewesen sei. Laut dem Historiker Sean Wilentz ging es Van Buren jedoch nicht um den Schutz der Sklaverei, sondern darum, dieses Thema aus der Wahl herauszuhalten, um so die in der Democracy versammelten, gemäßigten Kräfte in Nord und Süd zu stärken. Ohne es explizit zu artikulieren, ging Van Buren davon aus, dass in diesem Bündnis Ritchies Virginia der Juniorpartner von New York sein werde. Der Aufbau dieser landesweit operierenden Parteimaschine konnte jedoch nicht lange verborgen werden. Schon bald arbeiteten sich die politischen Gegner daran ab, diese neue politische Einheit begrifflich einzugrenzen, wobei es zu schrillen Tönen kam und Van Buren unter anderem vorgeworfen wurde, eine zentralistische Junta zu schaffen, die die Spitze einer kabbalistischen Organisation bildete. Präsident Adams entging dies alles nicht und er meinte, starke Parallelen zwischen dem Intrigengeflecht Burrs im Vorfeld der Präsidentschaftswahl 1800 und Van Burens aktuellem Handeln erkennen zu können.

#### Präsidentschaftswahlen 1828

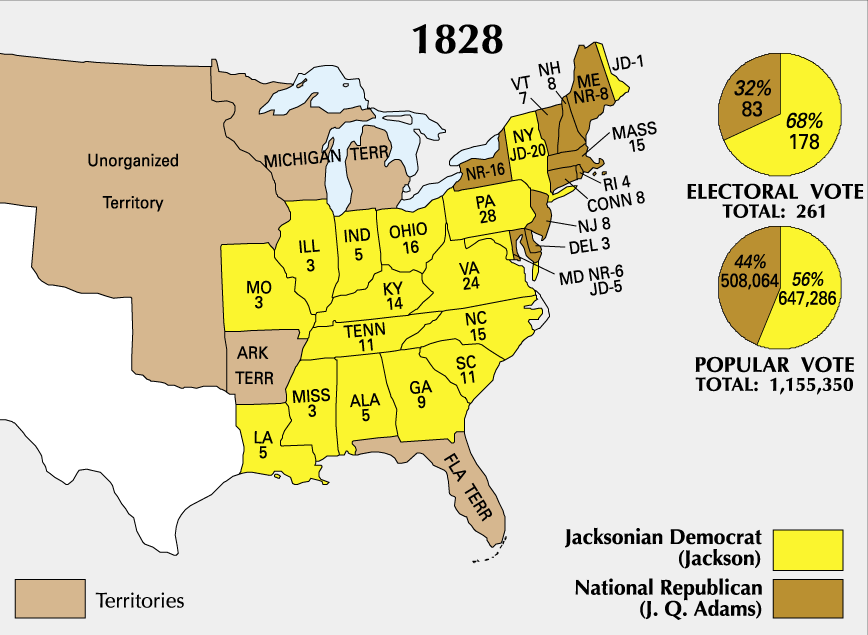
Wahlergebnisse nach Bundesstaat: Bis auf einige Neuengland- und Mittelatlantikstaaten gingen alle Bundesstaaten an Jackson.

Jackson und Van Buren, die sich vom Bundessenat her kannten, begegneten sich zu Anfang ihres politischen Bündnisses mit gegenseitigem Argwohn. Einerseits eilte Van Buren der Ruf des gerissenen und gewieften Little Magicians voraus, andererseits war auf Jacksons Prinzipientreue zu den republikanischen Idealen Jeffersons nicht immer Verlass. Auf der anderen Seite gab es einige biographische Gemeinsamkeiten wie die einfache Herkunft und eine frühe Faszination für Burr. Die politische Schnittmenge bestand vor allem in der Opposition zur Adams-Clay-Fraktion, aus der bis 1828 die National Republican Party entstand, und Skepsis gegenüber der privilegierten Oberschicht. Als wichtige Hürde im Kongress, in dem die Jacksonians seit den Wahlen von 1827 in der Mehrheit waren, erwies sich die Lösung der Zollfrage. Hier galt es die divergierenden und teilweise gegensätzlichen Interessen des produzierenden Gewerbes, der Landwirtschaft und des Handels sowie der Nord- und Südstaaten zusammenzubringen. Mit Unterstützung von Wright konnte Van Buren hier einen Kompromiss erreichen, wobei in erster Linie die Interessen der Schafzüchter und anderer Farmer im Norden und Nordwesten berücksichtigt wurden und in zweiter die der Fernhändler in New York, was Jacksons Popularität in diesen Regionen erhöhte. Die verarbeitenden Unternehmen in Neuengland und den nördlichen Mittelatlantikstaaten beklagten dagegen fehlende Protektion durch den „Zolltarif der Abscheulichkeiten“. Trotz dieser Kritik verdeutlichte die Verabschiedung der Zollgesetze zum einen einmal mehr Van Burens Fähigkeiten als Politiker, zum anderen gab sie einen Hinweis auf die künftige Stärke der Jacksonian Democrats sowohl als Partei des Präsidenten als auch als Macht im Kongress.
Anders als bei der vorigen Präsidentschaftswahl konzentrierte sich Van Buren 1828 darauf, die Wahlmännerstimmen in New York zu gewinnen. Um dies zu erreichen und auf Druck der Albany Regency kandidierte er daher bei den Gouverneurswahlen, wobei ihm zugutekam, dass sich die Anti-Masonic Party und die National Republicans zu keinem Bündnis durchringen konnten. Van Buren setzte sich am Ende gegen Smith Thompson und Solomon Southwick durch, während Jackson einen Erdrutschsieg bei der Präsidentschaftswahl erreichte, wobei er die Mehrheit der Wahlmänner New Yorks gewann. In seiner Rede zur Amtseinführung im Januar 1829 widmete sich Van Buren modernen Problemen, die immer mehr New Yorker in Mitleidenschaft nahmen, nämlich Jugendkriminalität, Wahlrechtsreformen und Bankenregulierung. Er blieb nur kurz in diesem Amt, da Präsident Jackson Van Buren als Außenminister in sein Kabinett berief. Die Leitung des State Departments war der prestigeträchtigste Ministerposten, der in der Vergangenheit häufiger zur späteren Präsidentschaft geführt hatte. Van Buren hatte wenig außenpolitische Erfahrung und in dieser Beziehung nur dadurch auf sich aufmerksam gemacht, dass er sich in schrillen Tönen gegen Adams und Clay und für einen ziemlich einfach strukturierten Isolationismus ausgesprochen hatte. Größter Konkurrent Van Burens im Kabinett war Vizepräsident Calhoun.

#### Außenminister

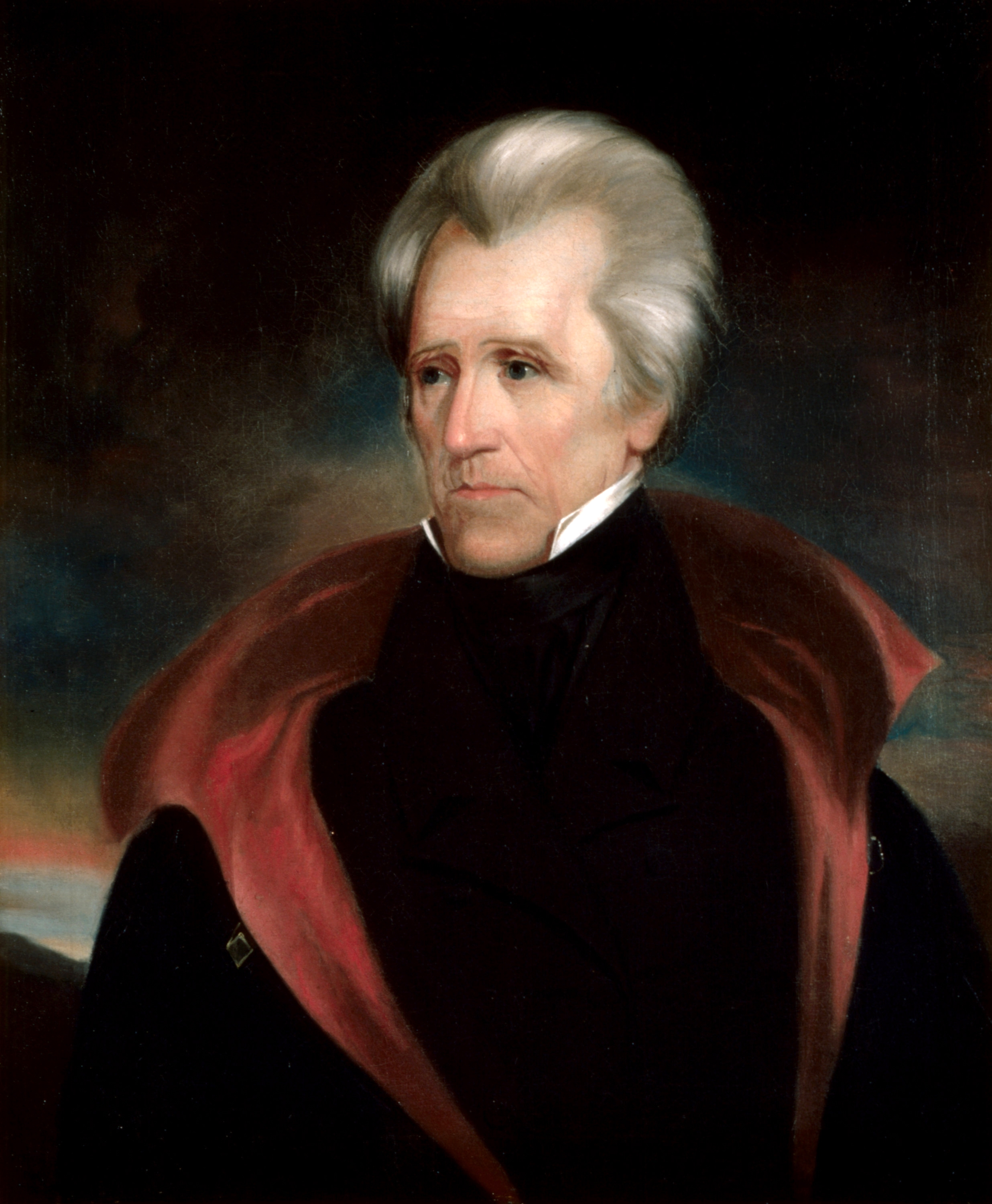
Gemälde von Präsident Jackson (Ralph Eleaser Whiteside Earl, um 1835)

Van Buren erreichte Washington erst einige Wochen nach Jacksons Amtseinführung als amerikanischer Präsident im März 1829. In der Hauptstadt wurde er sofort auf Schritt und Tritt von Bewerbern bedrängt, die bei ihm innerhalb des spoils systems auf eine öffentliche Anstellung drängten. Der erkrankte und noch um seine verstorbene Gattin, Rachel Jackson, trauernde Präsident Jackson empfing Van Buren wenige Stunden nach seiner Ankunft am 22. März sehr herzlich im Weißen Haus. Es war ihr erstes Treffen, seitdem sie ihr Bündnis eingegangen waren, und war der Anfang einer engen persönlichen Beziehung, in der die Gemeinsamkeiten überwogen, obwohl sie in der Öffentlichkeit oft als gerissener Berufspolitiker und willensstarker Kriegsheld gegenübergestellt wurden. Hierbei nahm Jackson die Rolle des Mentors ein und Van Buren die des Protegés. Van Buren gelang es mit seinem Verhandlungsgeschick und ausgeprägtem strategischen Verständnis, das schwer zu zügelnde Temperament des politisch unerfahrenen Jackson in produktive politische Bahnen zu lenken. Für die Administration, die er bei seiner Ankunft unorganisiert vorfand, bot die Albany Regency ein Handlungsschema, das eine ausgefeilte Ämterpatronage, enge Beziehungen zum Kongress und eigene Presseorgane vorsah. Zu einem ersten Rückschlag für Van Buren kam es, als er schwerwiegende Fehlbesetzungen im Rahmen des spoils systems nicht verhindern konnte. In einem Fall handelte es sich um die lukrative Schlüsselposition des Zolleintreibers im New Yorker Hafen, die entgegen seinem Rat vom leichtgläubigen Jackson mit dem zwielichtigen Bodenspekulanten Samuel Swartwout besetzt wurde, der später in diesem Amt mehr als eine Million US-Dollar öffentlicher Gelder veruntreute. Durch die Berufung der Verbündeten McLane und Rives als Botschafter in London und Paris konnte Van Buren sein politisches Ansehen wieder stärken. Er konkurrierte mit dem Calhoun-Lager und einer Fraktion von Politikern aus dem Westen, zu der Andrew Jackson Donelson, Eaton und Kendall gehörten, um Macht und Einfluss auf den Präsidenten. Allmählich entstand um Jackson ein sogenanntes Küchenkabinett aus engen Beratern, zu denen Van Buren zählte. Als schwerwiegendes Problem der ersten Amtszeit erwies sich das konfrontative Verhalten von Vizepräsident Calhoun, der sich von einem Nationalisten zu einem glühenden Vertreter der Südstaaten entwickelte. Auf den „Zolltarif der Abscheulichkeiten“ von 1828 reagierte er mit der Protestnote Exposition and Protest, die die Grundlage der Nullifikationsdoktrin bildete. Demnach besäßen einzelne Bundesstaaten im Rahmen des amerikanischen Föderalismus das Recht, das Umsetzen ihnen nicht genehmer Bundesgesetze zu verweigern.
Diese Gemengelage aus Jacksons Temperament, der Rivalität zwischen Calhoun und Van Buren sowie einer klatschsüchtigen Hauptstadt mit allen negativen Begleiterscheinungen bildete die Grundlage für die Petticoat Affair, die enorme politische Folgen zeitigte. Auslöser dieser Affäre war die Gattin des Kriegsministers Eaton, Margaret „Peggy“ O’Neale, die noch während ihrer ersten Ehe eine sexuelle Beziehung zu Eaton angefangen hatte. Dies machte sie in der High Society Washingtons zur Unperson. Die Ehefrauen der Kabinettsmitglieder, allen voran Floride Calhoun, und die inoffizielle First Lady, Jacksons Nichte Emily Donelson, verweigerten O’Neale ihren Respekt, obwohl der Präsident sie in Schutz nahm. Van Buren, der sich als einziges Kabinettsmitglied um Aussöhnung bemühte, ging aus dieser Affäre politisch gestärkt hervor. Bis Dezember 1829 entschied sich Jackson deshalb gegen Calhoun und für Van Buren als seinen Nachfolger. Eine wichtige Rolle bei dieser Entscheidung spielte außerdem Van Burens Erfolg im State Department. So konnte er ein Handelsabkommen mit dem Vereinigten Königreich aushandeln, das im November 1830 die Häfen der British West Indies für amerikanische Schiffe öffnete, wobei ihm seine Anglophilie zugutekam. Von Frankreich erreichte er im Juli 1831 eine Entschädigungszahlung für Beschlagnahmungen im Seehandel, die noch in die Zeit der Koalitionskriege zurückreichten. Außerdem gelang es ihm, ein Abkommen mit dem Osmanischen Reich auszuhandeln, das die Basis für die spätere strategische Allianz dieser beiden Staaten wurde. Van Burens Bemühen, Texas aufzukaufen, scheiterte jedoch am Widerwillen Mexikos. Auch innenpolitisch beriet er den Präsidenten und schuf die Grundlage für ein Veto Jacksons, das Bundesmittel für ein Straßenbauprojekt in Kentucky verhinderte. Van Burens Linie war es, solche Infrastrukturmaßnahmen, die angesichts der Westexpansion und des wirtschaftlichen Wachstums Amerikas an Häufigkeit deutlich zunahmen, nur zu fördern, wenn sie mehrere Bundesstaaten betrafen.

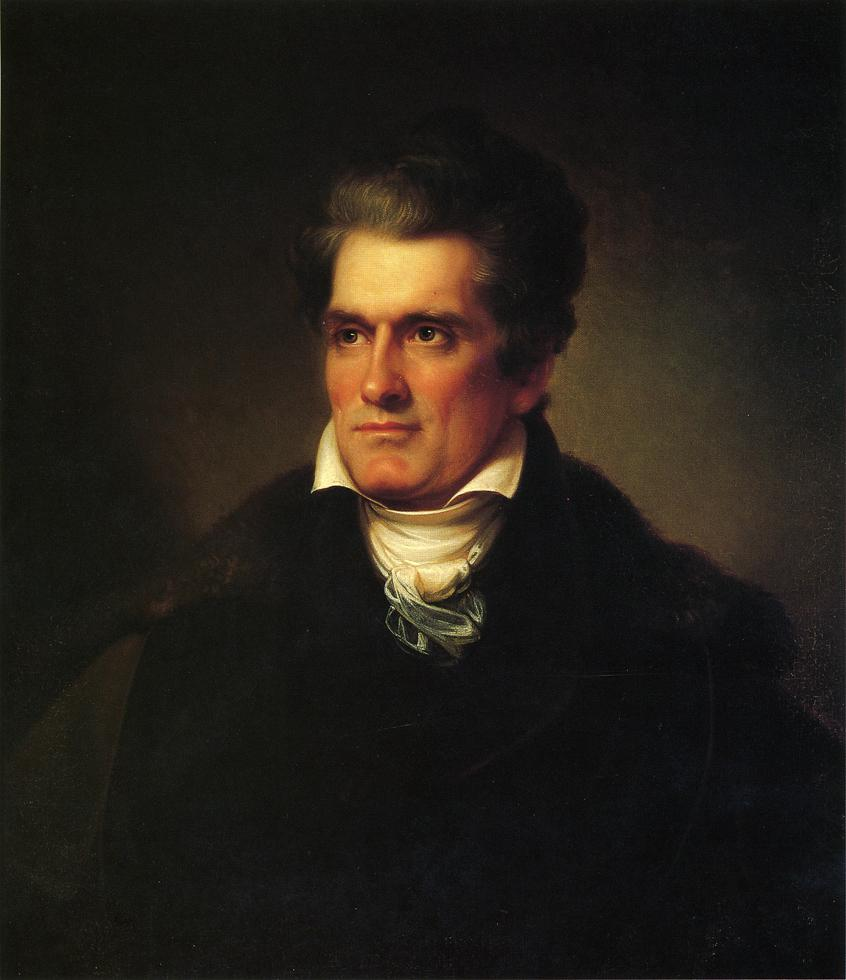
Gemälde von John C. Calhoun (Rembrandt Peale, 1834)

Innenpolitisch versuchte Van Buren zwischen dem Nationalismus Jacksons und den die Rechte der Bundesstaaten stark betonenden Old Republicans zu vermitteln, was in der ersten Jahreshälfte 1830 auf eine schwere Probe gestellt wurde. Am 13. April 1830, kurz nach einer intensiven Debatte im Senat zwischen Robert Young Hayne und Daniel Webster über den Vorrang des Bundes über die Einzelstaaten, kam es auf einem Empfang anlässlich des Geburtstags von Jefferson zum offenen Bruch zwischen Calhoun und Jackson. Da dieses Dinner vom Calhoun-Anhänger Hayne organisiert wurde, hatten Van Buren und Jackson schon im Vorfeld eine Falle geahnt und sich vorbereitet. Als Jackson am späten Abend einen Trinkspruch auf die amerikanische Union ausbrachte, reizte dies Calhoun so sehr, dass er im Zorn mit einem Toast auf die Freiheit der Bundesstaaten antwortete. Typischerweise versuchte Van Buren mit seinem Trinkspruch noch zu vermitteln, ohne diesen öffentlichen Bruch zwischen Präsident und Vizepräsident kitten zu können. Für Calhoun verschlechterte sich die Situation noch weiter, als der Präsident erfuhr, dass sich jener 1818 als Kriegsminister im Kabinett Monroe für seine Verhaftung und Verurteilung wegen der Invasion der spanischen Kolonie Florida ausgesprochen hatte. Um die eigene Nachfolge als Präsident zu sichern und ein neues Kabinett ohne Calhoun-Anhänger herbeizuführen, überredete Van Buren Jackson, seinen Rücktritt als Außenminister anzunehmen. Zudem hatte er das Gefühl, in diesem Amt bereits das Bestmögliche erreicht zu haben. Jackson ernannte daraufhin Van Buren zum amerikanischen Botschafter in London.

#### Botschafter im Vereinigten Königreich Großbritannien und Irland
Mitte August 1831 brach Van Buren in das Vereinigte Königreich Großbritannien und Irland auf und nahm seinen Sohn John als persönlichen Assistenten mit. Jackson stattete ihn mit einer sehr großzügigen Versorgung aus, die er vollends ausschöpfte. Er stand bald auf freundschaftlichem Fuß mit der britischen Königsfamilie. Eine besonders bedeutsame Freundschaft entwickelte sich zu dem Schriftsteller Irving, der als Sekretär in der Botschaft arbeitete und die Van Burens in die englische Kultur und Geschichte einführte. Bei einer Gelegenheit begegnete er Charles-Maurice de Talleyrand-Périgord, wobei eine lange Unterhaltung zwischen den beiden stattfand, da sie sich auf Anhieb sympathisch waren. Da der mit dem Vereinigten Königreich umstrittene Grenzverlauf des Nordostens der Vereinigten Staaten unter Vermittlung des niederländischen Königs Wilhelm I. kurz zuvor beigelegt worden war, hatte Van Buren wenig diplomatische Verpflichtungen. Van Buren entwickelte so starke Sympathien für die englische Klassengesellschaft – er stand dort beispielsweise in der Frage einer Wahlrechtsreform eher auf Seiten des konservativen House of Lords –, dass ihn ein Landsmann daran erinnerte, ein amerikanischer Republikaner zu sein. Im Februar 1832, kurz vor einem Empfang bei Königin Victoria, erfuhr Van Buren, dass der Senat seine Ernennung zum Botschafter mit einer Stimme Mehrheit abgelehnt hatte, wobei das entscheidende Votum im 22. Kongress Vizepräsident Calhoun abgegeben hatte, der zuvor die Demokraten verlassen hatte. Dieses Ereignis führte ähnlich wie bei Clintons Entlassung aus der Erie Canal Commission im Jahr 1824 zu einer Welle der Sympathie mit dem Geschassten, der im Status eines Märtyrers nach Amerika zurückkehrte. Bevor Van Buren die Heimreise antrat, besuchte er das Königreich der Vereinigten Niederlande und Köln, um Ahnenforschung zu betreiben.

#### Vizepräsident

Lithografie des Weißen Hauses (1835)

Auf der ersten Democratic National Convention im Mai 1832 in Baltimore wurde Van Buren in Abwesenheit zum Running Mate Jacksons für die Präsidentschaftswahl des gleichen Jahres gewählt. Als Van Buren am 5. Juli wieder amerikanischen Boden betrat, stellte er schnell fest, dass seine einjährige Abwesenheit in einen politisch günstigen Zeitraum gefallen war. In dieser Zeit hatten im Kongress die Debatten um den Ablauf der Charta der Second Bank of the United States, die als „Bankenkrieg“ bekannt wurden, sowie eine neue Zollgesetzgebung das Lager der Demokraten bis in das Kabinett hinein tief gespalten. Insbesondere zwischen den Nord- und Südstaaten öffnete sich ein tieferer Graben. Nur wenige Tage nach seiner Ankunft führte Jackson mit einem Veto das Ende der Second Bank of the United States herbei. Als New Yorker blickte Van Buren wesentlich wohlwollender auf das Konzept einer Zentralbank als die Vertreter der westlichen Bundesstaaten, die Jackson umgaben. Trotzdem blickte Van Buren dem Ende der Second Bank of the United States machtlos entgegen und blieb auch in der darauf folgenden Frage, nämlich der Auslagerung der Bundesmittel aus der Zentralbank und Einlagerung in andere Banken, passiv. Die Nullifikationskrise spitzte sich 1832 so weit zu, dass Calhoun mit der Sezession South Carolinas drohte und Jackson im Gegenzug im Januar 1833 mit Bundestruppen und dem Ausrufen des Ausnahmezustands, wobei Van Buren dieses sogenannte Force Bill (deutsch: „Streitkräftegesetz“) persönlich ablehnte. Letztendlich konnte der Konflikt für beide Seiten gesichtswahrend entschärft werden, aber vergiftete das Klima zwischen den Nord- und Südstaaten bis in die 1860er Jahre. Van Buren und sein politisches Lager konnten sich bei all diesen Auseinandersetzungen zugutehalten, eine gemäßigte Position zwischen den Extremen einzunehmen. Diese Konflikte schärften das ideologische Profil der Jacksonian Democracy, das drei miteinander verwobene Leitlinien bildeten: einen robusten, an der Verfassung orientierten Nationalismus, der durch Zurückhaltung bei der Ausgabenpolitik der Bundesregierung gezügelt wurde, ein tief sitzendes Misstrauen gegenüber der Macht konzentrierten Kapitals und die absolute Priorisierung des demokratischen Volkswillens.
Zu dieser Zeit gab es erste Initiativen, eine neue Partei zu formieren, die als oberstes Ziel den Erhalt der amerikanischen Union hatte und dagegen ankämpfen wollte, dass der wirtschaftlich rückständige Süden über so viel Macht im Kongress verfügte. Van Buren sah diese Entwicklung mit Sorge und unterdrückte sie mit aller Macht, da er um seine Chancen fürchtete, Jackson nachzufolgen, und die Macht der Demokraten als nationale Partei gefährdet sah. Als Bündnis fast ausschließlich von der Abneigung gegen Jackson und Van Buren zusammengehalten, kam es zu einer Parteibildung aus einer anderen Richtung. Diese Bewegung, die in Anlehnung an die britischen Whigs und ihren Kampf gegen König Georg III., mit dem Präsident Jackson identifiziert wurde, bald als United States Whig Party bekannt wurde, war eine überraschende Allianz aus Quasi-Föderalisten aus den Nordstaaten und Politikern aus den Südstaaten, die die Rechte der Einzelstaaten über die des Bundes setzten. Prominente Angehörige der Whigs waren Clay, Webster und für eine Zeit lang Calhoun. Trotz allem siegten Jackson und Van Buren bei der Präsidentschaftswahl 1832 gegen Clay und John Sergeant von der National Republican Party. Im Sommer 1833 bereiste er mit Jackson öffentlichkeitswirksam New York und Neuengland und stärkte damit den Zusammenhalt der Demokraten.

#### Präsidentschaftswahlen 1836

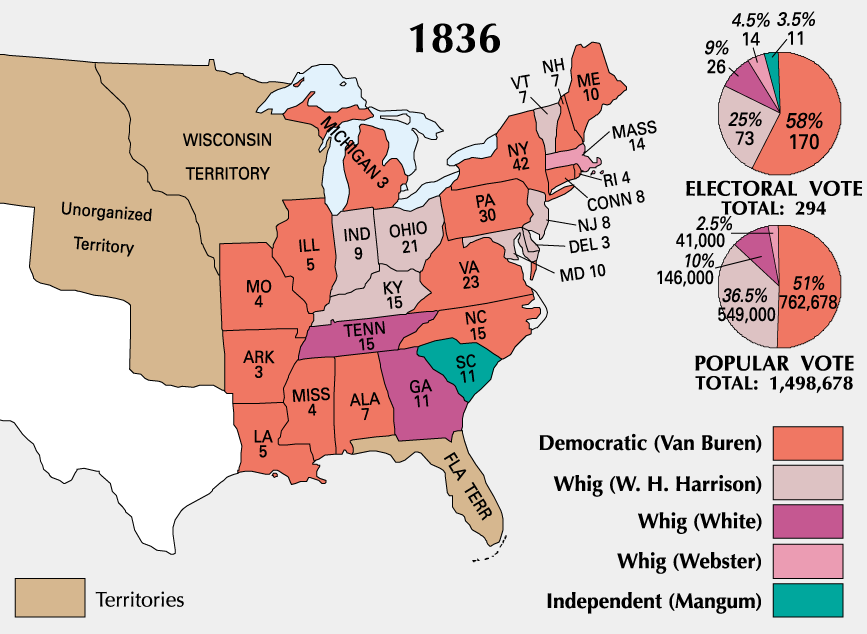
Wahlergebnisse nach Bundesstaat bei den Präsidentschaftswahlen 1836

Gewöhnlich beginnt die Debatte um die Präsidentennachfolge zwei Jahre vor der Wahl; so war es auch in diesem Fall. Im Jahr 1834 fingen die Diskussionen darüber an, inwieweit Van Buren ein würdiger und fähiger Nachfolger für Jackson sei. Da er während seiner Karriere etliche Politiker ausmanövriert hatte, darunter viele, die von besserer Herkunft waren und deswegen ihre Niederlage wie Calhoun persönlich nahmen, sah er sich stellenweise Hass ausgesetzt. Hinzu kam, dass Jacksons Präsidentschaft beispielsweise durch die Zolltarife und das Ende der Second Bank of the United States vielerorts für Irritationen gesorgt hatte, für die Van Buren mitverantwortlich gemacht wurde. In den Südstaaten wurde ihm vorgeworfen, mit den Abolitionisten zu sympathisieren, wobei seine Haltung während des Missouri-Kompromisses und die Freundschaft zum Sklavereigegner Rufus King als Belege dienten. Viele in dieser Region hielten ihm zudem seine persönliche Fehde mit Calhoun vor. In den Nordstaaten dagegen stieß Van Buren häufig auf Ablehnung, weil er als ein Befürworter der Sklaverei angesehen wurde. Viele störten sich auch daran, dass Van Buren ein Berufspolitiker war. Er wurde von etlichen Humoristen als Sujet aufgegriffen, wobei häufig seine geringe Körpergröße und kräftigere Statur thematisiert wurden. Der Politiker Davy Crockett karikierte Van Buren als verweiblichtes und androgynes Wesen und verpasste ihm den Spitznamen Aunt Matty (deutsch: „Tante Matty“). In die gleiche Richtung ging die mit Unterstützung Calhouns 1836 veröffentlichte Erzählung The Partisan Leader von Nathaniel Beverley Tucker.
Als größter Vorteil Van Burens für die Präsidentschaftswahl erwies sich die Unterstützung durch Jackson, der ihn gezielt als seinen Nachfolger aufbaute. Dazu nutzte er die ihm ergebenen Parteiführer als auch die demokratisch kontrollierte Presse. Dies war entscheidend dafür, dass parteiinterne Auseinandersetzungen endeten und Van Buren auf der zweiten Democratic National Convention im Mai 1835 in Baltimore mit klarer Mehrheit als Präsidentschaftskandidat gewählt wurde. Sein Running Mate wurde Richard Mentor Johnson, der sich im Britisch-Amerikanischen Krieg militärisch ausgezeichnet hatte. Wie damals üblich und von den Kandidaten erwartet wurde, verhielt sich Van Buren im Wahlkampf passiv. Er profitierte stark davon, dass die regional zerstrittenen Whigs mit William Henry Harrison, Daniel Webster und Hugh Lawson White drei unterschiedliche Kandidaten aufstellten. Am Ende siegte Van Buren mit einem Popular Vote von 50,8 % und 170 zu 124 Wahlmännern im Electoral College. Er wurde damit der bis dahin jüngste Präsident der amerikanischen Geschichte. Noch vor seinem Amtsantritt erkannten einige Analysten in der Wirtschaft erste Anzeichen für eine kommende Krise.

### Präsidentschaft

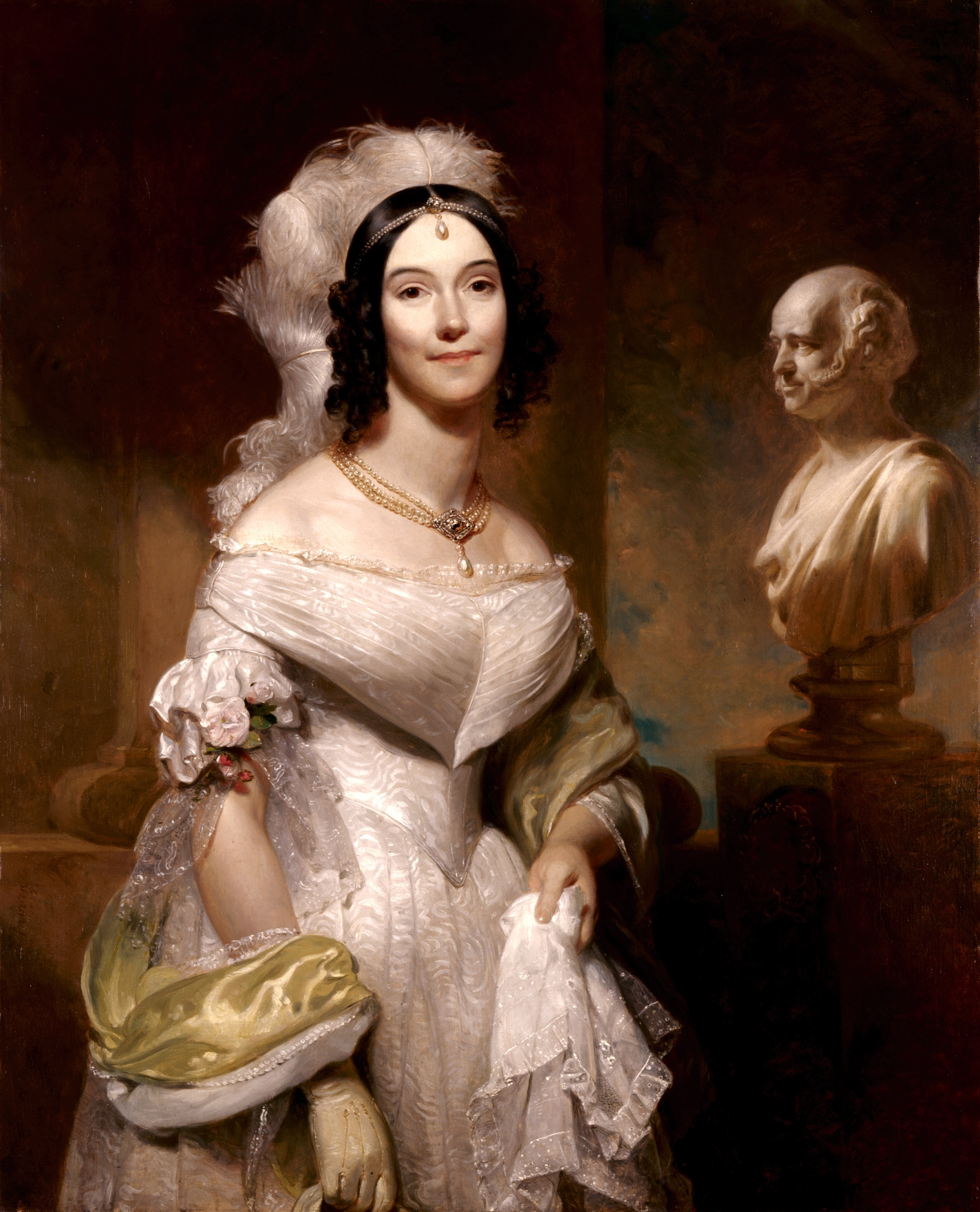
Gemälde von Angelica Van Buren (Henry Inman, 1842)

Die Amtseinführung am 4. März 1837 hatte mehr als 20.000 Zuschauer. Jackson warnte in seiner Abschiedsrede vor Spekulantentum und der zunehmenden Macht des Kapitals. Van Buren betonte in der Antrittsrede sein für einen Präsidenten jugendliches Alter. Ein zentrales Thema war die amerikanische Verfassung, die im Jahr zuvor ihr 50. Jubiläum gefeiert hatte. Van Buren gab einen umfassenden Abriss ihrer Geschichte und führte aus, dass ihr demokratischer Geist so lange blühen werde, wie untereinander Kompromissbereitschaft herrsche. Des Weiteren richtete er die Aufmerksamkeit der Zuhörer auf die Neuerungen in Transport, Wirtschaft und Parteienwettbewerb. Zum Abschluss kam er auf die Sklaverei zu sprechen und versprach, sich in dieser Angelegenheit nie als Präsident einzumischen. Insgesamt wies seine allgemein gehaltene Antrittsrede auffällige Ähnlichkeiten zu Jacksons Abschiedsadresse auf. Um die Kontinuität zur Politik seines Vorgängers zu wahren, übernahm Van Buren die meisten Amtsträger aus der Regierung Jacksons. Wenn er Positionen neu besetzte, zeigte er eine Präferenz für Bewerber aus den Südstaaten. Da Van Buren verwitwet war, blieb die Rolle der First Lady zuerst unbesetzt und wurde nach der Hochzeit seines ältesten Sohnes im November 1838 von der Schwiegertochter Angelica Van Buren übernommen.
Van Burens Amtsantritt bedeutete einen Generationenwechsel; er war der erste als natural born citizen zur Welt gekommene amerikanische Präsident. Da er deutlich jünger und geselliger als Jackson war, brachte er frischen Wind in das Gesellschaftsleben der Hauptstadt, wozu auch seine vier zu dieser Zeit unverheirateten Söhne beitrugen. Von diesen fand besonders John allgemeines Gefallen und begann, selbst als Politiker auf sich aufmerksam zu machen. Im Weißen Haus fanden große Gesellschaften statt, die wie im Falle der Veranstaltung des „offenen Hauses“ im Frühling 1838 bis zu 5000 Gäste hatten. Beachtung fanden außerdem die verschwenderischen Dinners, die er als Gastgeber ausrichtete. Van Buren brach mit einer Tradition seiner Vorgänger und akzeptierte Einladungen zu Empfängen von Kabinettsmitgliedern und sogar prominenten Oppositionspolitikern. Unmittelbar nach Amtsantritt ließ er die in die Jahre gekommene Inneneinrichtung des Weißen Hauses erneuern. Van Buren war ein leidenschaftlicher Leser und lud viele junge Literaten in das Weiße Haus ein, die er ermunterte, Artikel in der United States Magazine and Democratic Review zu veröffentlichen. Etlichen von ihnen verschaffte er Dienstposten in der Regierung, darunter George Bancroft und James Kirke Paulding. Da der hitzig geführte Dauerkonflikt zwischen Whigs und Demokraten zu einem immer weiter verbreiteten Interesse an politischen Nachrichten führte, was nicht zuletzt Van Buren befördert hatte, gab es außerdem mehr Publikationsplattformen für talentierte Autoren als in der Vergangenheit. Er zeigte auch Interesse an den Naturwissenschaften. So setzte er sich persönlich für den Forscher Charles Wilkes ein und ermöglichte ihm, die United States Exploring Expedition durchzuführen. Die umfangreichen Kartierungsdaten dieser Expedition waren sehr bedeutsam und fanden später im Pazifikkrieg Gebrauch.

#### Wirtschaftskrise von 1837

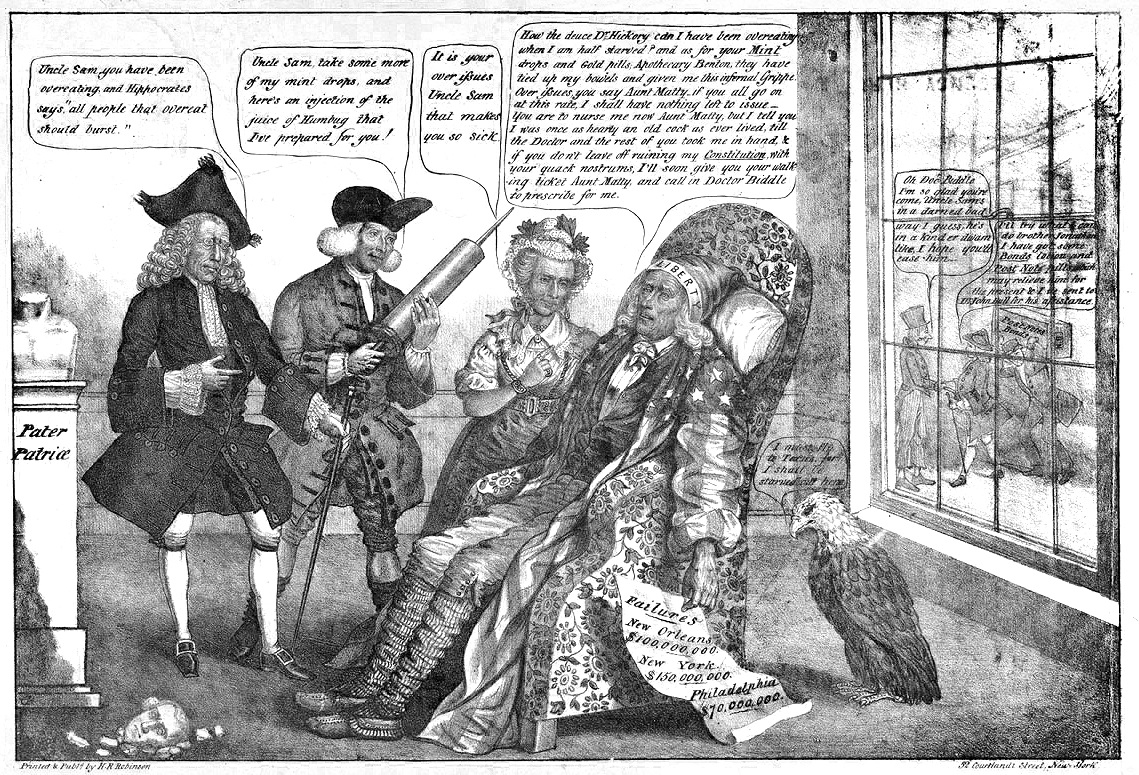
Karikatur zur Panik von 1837 in Form einer Lithographie von Edward Williams Clay. Der an einer Grippe erkrankte Uncle Sam symbolisiert die unter einer Krise leidenden Vereinigten Staaten. Neben Benton und Jackson wird Van Buren als „Tante Matty“ dargestellt.

Nachdem das Jahr für den frisch gewählten Präsidenten noch vielversprechend begonnen hatte, brach nur kurz nach seiner Amtseinführung die Wirtschaftskrise von 1837 aus, die bis zur Great Depression im Jahr 1929 die schlimmste Wirtschaftskrise in den Vereinigten Staaten war. Bereits im Februar hatte es in New York City erste Ausschreitungen gegeben, als die Menge gegen hohe Mehlpreise protestierte. Dass es sich hier um eine schwere Krise nationaler Tragweite handelte, wurde der Öffentlichkeit ab Mitte März 1837 klar. Die Krise steckte neben New York City rasch andere Städte wie Philadelphia, Baltimore und New Orleans an und verschonte kein anderes Geschäftszentrum der Vereinigten Staaten. Sie breitete sich über den Atlantik nach Europa aus, das in hohem Maße in die boomende amerikanische Wirtschaft investiert hatte. Schon im frühen Mai mussten die großen Banken in New York City schließen. Am 15. Mai berief Van Buren schließlich den 25. Kongress der Vereinigten Staaten für September zu einer außerordentlichen Sitzung ein.
Die Frage nach den Ursachen der Wirtschaftskrise von 1837 wird bis heute diskutiert. Bis zu diesem Jahr hatte Amerika ein extremes Wachstum erlebt, das mit einem nicht nur auf die Wall Street beschränkten, sondern die ganze Nation ergreifenden Spekulationsfieber einherging. Einige Tycoons wie zum Beispiel Johann Jakob Astor waren zu extremem Wohlstand gelangt, insbesondere im Immobiliengeschäft, das von der Westexpansion der Vereinigten Staaten profitierte. Hinzu kamen neuartige Wirtschaftsunternehmen wie die florierende Zeitungsindustrie, die in der Bevölkerung die Gier nach Sensationen nährte und Informationen zu einem Wettbewerbsvorteil machte. Wahrscheinlich am besten symbolisiert der Siegeszug der Eisenbahn in Amerika die aufgewühlte wirtschaftliche Stimmung dieser Zeit. Der Streckenbau hier kam der exorbitanten Nachfrage schon lange nicht mehr hinterher. Die meisten dieser erfolgreichen Unternehmen waren im industrialisierten Norden ansässig, so die Stahl- und Eisenindustrie und der Schiffbau. Obgleich der Wohlstand die Bevölkerung erreichte und allerseits Optimismus vorherrschte, kam das verstörende Gefühl auf, mit der einfachen republikanischen Vergangenheit etwas Kostbares zu verlieren. So war bis 1830 ein genereller Mentalitätswandel eingetreten, wonach Wettbewerb und das prätentiöse Streben nach Popularität nicht mehr verpönt, sondern überwiegend honoriert wurden. Damit einher ging eine Kommerzialisierung und Individualisierung der Gesellschaft, die prominent von Alexis de Tocqueville in seinem Werk Über die Demokratie in Amerika 1835 beschrieben wurde. Die Epoche der Vereinigten Staaten als ländlich geprägte Agrarrepublik war somit unwiderruflich zu einem Ende gekommen.
Dieser Bewusstseinswandel stieß bei den Demokraten, die sich immer noch den klassischen Idealen Jeffersons verpflichtet fühlten, auf Widerstand. Insbesondere im Westen betrachtete man mit großer Abscheu die durch die immer zahlreicher werdenden Banken lancierten Landspekulationen, die Siedlern diese Flächen nahmen. Diese Geschäfte wurden oft über dubiose Banken und Mittelsmänner abgewickelt. Der sich den Interessen des Westens verpflichtet fühlende und Banken abgeneigte Jackson hatte 1836 darauf mit dem Specie Circular (deutsch: „Hartgeld-Rundschreiben“) reagiert. Diese Direktive schrieb vor, dass Landkäufe nur noch mit Gold- oder Silbermünzen abgewickelt werden durften. Abgesehen davon, dass viele Demokraten bankenfreundlicher eingestellt waren, hatten andere Maßnahmen Jacksons, insbesondere die Überweisung der Haushaltsüberschüsse des Bundes an die Einzelstaaten, die Spekulationsfreude noch weiter angeheizt. Nach dem Specie Circular trat der gegenteilige Effekt ein, denn die nun eine Verknappung des Geldumlaufs fürchtenden Banken riefen ihre Kredite zurück, was zur Panik beitrug. Außerdem bestand zu Großbritannien ein unvorteilhaftes Handelsdefizit. Als es in England und Irland zu wirtschaftlichen Schwierigkeiten kam, forderten die Gläubiger ihre Kredite aus Übersee ein. Da zeitgleich die Preise für Baumwolle sanken und die Vereinigten Staaten insgesamt unter Ernteausfällen litten, brachte dies die amerikanischen Banken in Zahlungsschwierigkeiten.

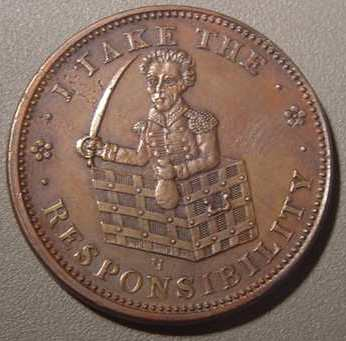
Token von 1837, auf dem wahrscheinlich der in einer Schatztruhe sitzende Andrew Jackson abgebildet ist. Die Inschrift lautet: “I take the responsibility.” (deutsch: „Ich trage die Verantwortung.“)

Die unmittelbaren Auswirkungen der Depression waren eine Pleitewelle, ein massiver Verlust an Liquidität und Massenarbeitslosigkeit. Es kam zur Verarmung ganzer Gesellschaftsschichten und selbst zu Hungertoten. Es dauerte nicht lange und die Wirtschaftskrise wurde zu einem politischen Desaster für den Präsidenten, dem die Whigs die Verantwortung für die Depression zuwiesen. Van Buren, der als Anhänger Jeffersons seine ganze politische Karriere danach gestrebt hatte, die Macht der Bundesregierung zu beschränken, war nun an den Grenzen dieser klassischen republikanischen Ideale angelangt. Den ganzen Sommer über suchte er nach Rat bei führenden Demokraten, doch ein tiefer Riss zog sich durch die Partei. Das westliche Lager um Jackson bestand dogmatisch auf Münzpolitik und strikter Trennung von Staat und Finanzkapital. Andere Demokraten, insbesondere aus den entscheidenden Staaten New York und Virginia, sprachen sich für die Ausgabe von Papiergeld und Unterstützung der Bundesstaatsbanken aus. Auf der außerordentlichen Sitzung des Kongresses am 5. September 1837, der ersten, die nicht einen militärischen Anlass hatte, hielt Van Buren eine viel beachtete, sich durch Klarheit und Präzision auszeichnende Rede. Er versuchte mit seinen Vorschlägen, beide Lager innerhalb der Demokraten zufriedenzustellen. Für die Anhänger einer harten Währung sah er Gesetze vor, die den Transfer der Haushaltsüberschüsse des Bundes an die Banken der Bundesstaaten aussetzten, sowie die Einlagerung der Bundesmittel in ein bankenunabhängiges Schatzamt. Den bankenfreundlichen Demokraten bot Van Buren Maßnahmen an, die einen Aufschub von Bundesklagen gegen säumige Zahler sowie die Ausgabe von Banknoten beinhalteten. Bis auf einen dieser Gesetzesvorschläge wurden in der Folge alle im Kongress verabschiedet. Das wichtigste Gesetz jedoch, die Einrichtung eines unabhängigen Schatzamtes, wurde nach einem knappen Sieg im Senat im Repräsentantenhaus abgelehnt. Die Wirtschaftskrise schwächte Van Buren als Präsidenten in weiterer Hinsicht, indem sie die bis dahin zersplitterten Whigs im Kampf gegen die vorgeblichen Verursacher der Depression, die Demokraten, einte. Auf der anderen Seite zerstörte sie den Zusammenhalt bei den Demokraten als nationale Partei. Des Weiteren offenbarte diese Krise, dass Van Buren kein charismatischer und inspirierender Führer wie Jackson war, der Partei und Nation hinter sich sammeln konnte.
Selbst in seinem Heimatstaat New York geriet Van Buren in die Defensive. Hier hatte sich während der 1830er Jahre ein radikaler Flügel innerhalb der Demokraten gebildet, die sogenannten Locofocos (deutsch: „Streichhölzer“). Zu dieser Bezeichnung waren sie gekommen, als ihnen ihre Gegner bei einer Versammlung das Licht gelöscht hatten und sie zu Streichhölzern als Leuchtmittel gegriffen hatten. Die in den Großstädten beheimateten Locofocos verachteten die privilegierte Oberschicht, waren Anhänger der Münzgeldpolitik Jacksons und begrüßten das Ende der Second Bank of the United States. Ihr übergeordnetes Ziel war eine egalitäre Gesellschaft. Als Van Buren in seinen Vorschlägen vom September 1837 einige ihrer Punkte aufgriff, insbesondere hinsichtlich Banken, reagierte die Albany Regency darauf mit Besorgnis. Erwartungsgemäß straften die Wähler angesichts der Wirtschaftskrise die gespaltenen Demokraten bei den Wahlen in New York im Herbst 1837 ab und bescherten den Whigs einen klaren Sieg. Bis zum Frühling 1839 trat eine wirtschaftliche Erholung ein und das Preisniveau erreichte fast den Stand von vor der Krise, was aber der feindseligen Stimmung gegenüber Van Buren keinen Abbruch tat. Im Herbst 1839 folgte eine zweite, etwas schwächere Depressionsphase, die den Markt wieder auf Talfahrt schickte und die Machtlosigkeit des Präsidenten diesen Mechanismen gegenüber unterstrich. Zwar gelang es 1840 endlich, das Gesetz zur Bildung eines unabhängigen Schatzamtes durch den Kongress zu bringen, jedoch wurde es nicht der große, vom Präsidenten erhoffte Durchbruch. Insgesamt blieb Van Burens Präsidentschaft durch die Wirtschaftskrise 1837 stark beschädigt zurück, während die Nation nicht nur einen finanziellen, sondern auch einen psychologischen Schock davontrug, der das bis dahin vorherrschende Selbstvertrauen schwer erschütterte. Die durch die Depression ausgelöste düstere Stimmung ist in der amerikanischen Geschichte nur mit der Great Depression etwas über 100 Jahre später vergleichbar und in den Werken von Hawthorne und Edgar Allan Poe zu erahnen.
Die Wirtschaftskrise von 1837 hatte auch positive Aspekte für Van Buren und die ganze Nation. Sie offenbarte, dass Van Buren zwar die dynamische politische Landschaft nach der Era of Good Feelings neu gestaltet hatte, dass aber fast jeder andere Aspekt der amerikanischen Gesellschaft gleichfalls starke Änderungen erlebte und einer angepassten Organisation bedurfte. Außerdem wurde nun jedem außerhalb und innerhalb Amerikas klar, dass die Vereinigten Staaten kein verschlafener Agrarstaat mehr waren, sondern eine einflussreiche Wirtschaftsmacht, deren Krisen weltweit Auswirkungen hatten. Ferner zeigte sich Van Burens geschickter Umgang mit der Presse, der der Zeit weit voraus war: Schon in Vorbereitung seiner Präsidentschaft hatte er den Journalisten John L. O’Sullivan finanziell dabei unterstützt, 1837 die ehrgeizige Zeitschrift United States Magazine and Democratic Review zu gründen. Das monatlich erscheinende Periodikum wurde schnell das lebendigste seiner Art in Amerika. Neben politischen Kommentaren aus Sicht der Demokraten enthielt es Texte bekannter Literaten; so veröffentlichten hier Nathaniel Hawthorne und Walt Whitman Erzählungen. Während der Depression leistete das United States Magazine and Democratic Review wichtige Dienste bei der Verteidigung des heftigen Angriffen ausgesetzten Van Burens. Einige wirtschaftliche Gegenmaßnahmen des Präsidenten wie die Unabhängigkeit des Schatzamtes oder Verbesserungen der Arbeitsbedingungen gingen auf die egalitären Locofocos zurück. So erließ Van Buren am 31. März 1840 eine Präsidentenverfügung, die für Beschäftigte des Bundes den Zehnstundentag vorschrieb. Van Buren war somit der erste Präsident, der in seiner Programmatik die städtische Armut berücksichtigte, wobei er jedoch dem Zeitgeist folgend staatliche Wohlfahrt scheute. Der bedeutende amerikanische Historiker Frederick Jackson Turner sah deshalb in Van Buren einen Vorläufer des politischen Progressivismus der Jahrhundertwende.

#### Sklavenfrage

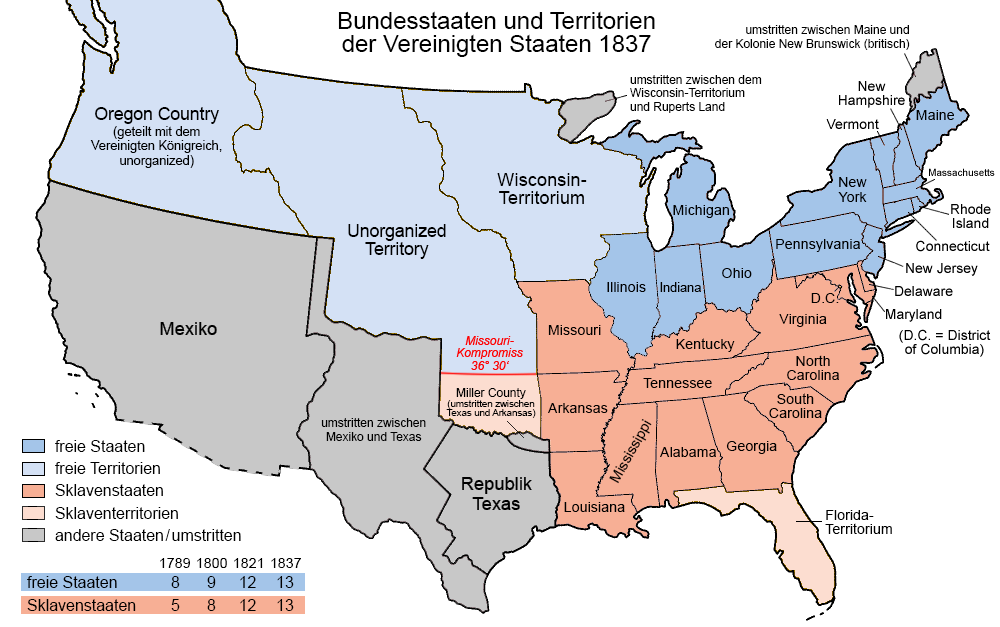
Freie Staaten und Sklavenstaaten im Jahr 1837

Unter anderem durch die erhöhte internationale Aufmerksamkeit, die Amerika während der Wirtschaftskrise von 1837 erlebte, geriet die Sklavenfrage wieder in den Blickpunkt der Öffentlichkeit und in die politische Debatte. Empfindlich hinsichtlich ihrer Außenwirkung nahmen viele Bürger in den Vereinigten Staaten mit Unbehagen die Berichte ausländischer Korrespondenten zu diesem Thema wahr. Diese drückten oft ihre Verwunderung über eine Nation mit zwei Gesichtern aus, die durch die Mason-Dixon-Linie geteilt werde. Während der Norden durch fortschrittliche Technologie, Industrialisierung und Unternehmergeist gekennzeichnet sei, sei der Süden durch eine feudale und rassistische Pflanzeraristokratie geprägt, deren Wirtschaft im Wesentlichen auf Sklaverei beruhe. Zu weiterem Druck in dieser Frage führte, dass 1833 im Britischen Weltreich und 1829 selbst im vergleichsweise rückständigen Mexiko die Sklaverei aufgehoben wurde. Immer breitere Bevölkerungsgruppen in Amerika nahmen die Sklaverei als ein abstoßendes Übel wahr. Dies alles hatte zur Folge, dass der bisherige politische Konsens, die Sklavenfrage auf Bundesebene nicht zu erörtern, geschweige denn gesetzlich zu regulieren, allmählich aufgebrochen wurde. Dies destabilisierte das parteipolitische Fundament, das Van Buren bis zu seiner Präsidentschaft gelegt hatte. Schon allein seine Wahl zum Präsidenten hatte die Sklavenfrage wieder etwas mehr ins allgemeine Bewusstsein rücken lassen, da er ein Yankee war und seine Haltung in dieser Frage für die Öffentlichkeit undurchsichtig war. Dies führte oft dazu, dass Beobachter ihre eigene Haltung in seine Person projizierten. Van Burens tatsächliche Position in dieser Frage zu ermitteln ist schwer und hängt stark vom Zeitpunkt und Kontext seiner Äußerung ab. In seiner persönlichen Korrespondenz finden sich so gut wie keine Bemerkungen zu diesem Sachverhalt. Van Buren bewies zudem großes Geschick darin, bei entscheidenden Abstimmungen zur Sklavenfrage dem Kongress oder der State Legislature fernzubleiben. Seine Darstellung als rückgratloser Höfling der Sklavenstaaten in dem bekannten Spielfilm Amistad entspricht jedoch nur sehr oberflächlich der Wahrheit.
Auf den ersten Blick spricht viel dafür, dass Van Buren sich nicht an der Sklaverei in den Vereinigten Staaten störte oder zumindest nicht bereit war, aufgrund diesbezüglicher moralischer Skrupel seine politische Karriere zu riskieren. Er hatte bis 1814 mindestens einen Sklaven namens Tom besessen, der jedoch fliehen konnte. Als er acht Jahre später dessen Aufenthaltsort in Erfahrung bringen konnte, versuchte Van Buren, Tom für 50 US-Dollar (2025: ca. 1.200 US-Dollar) zu verkaufen. Seitdem er seine öffentliche Ämterlaufbahn im Jahr 1812 begonnen hatte, verfolgte er eine geschickte Strategie in den Südstaaten, indem er in dieser Region gezielt nach Bundesgenossen suchte, die ihm bei seinem Weiterkommen helfen konnten und in New York die gleichen Gegner hatten wie er. Aus diesen Gründen lag es in seinem ureigenen Interesse, mit der Thematisierung der Sklavenfrage diese Freunde nicht zu verunsichern. Bei der Rede zur Amtseinführung als Präsident erwähnte er erstmals öffentlich die Sklavenfrage, nur um gleich zu versichern, dass er in dieser Angelegenheit nichts zu unternehmen gedachte. Als im November 1838 Van Burens ältester Sohn Abraham die aus South Carolina stammende Pflanzertochter Angelica Singleton heiratete, bekam der Präsident eine familiäre Verbindung zur Sklavenhaltergesellschaft des Südens. Wie es auch immer um seine persönliche Einstellung zur Sklaverei bestellt gewesen sein mag, tat er jedenfalls alles in seiner Macht stehende, um die Verbreitung von abolitionistischen Schriften zu verhindern. Im Vorfeld der Präsidentschaftswahl von 1836 sorgte er über die Albany Regency für die Unterdrückung der Antisklavereibewegung in ihrer Hochburg New York. Im Mai 1836 unterstützte er die von Henry L. Pinckney erfolgreich durch den Kongress gebrachte Gag Rule (deutsch: „Diskussionsverbot“), die eine Zurückstellung aller abolitionistischen Gesetzesvorschläge auf unbestimmte Zeit vorsah und somit jede Debatte zur Sklavenfrage verhinderte. Allerdings war dieses Gesetz weniger radikal als der weitergehende Vorschlag aus dem Calhoun-Lager, der eine pauschale Ablehnung aller derartigen Eingaben vorsah. Andererseits gab es Indizien, vor allem seine grundsätzliche Zustimmung zum Wahlrecht für Afroamerikaner auf der Verfassunggebenden Versammlung New Yorks im Jahr 1821, die dafür sprachen, dass Van Buren persönlich der Sklaverei ablehnend gegenüberstand, weshalb viele Südstaatler fürchteten, dass er insgeheim ein Abolitionist war. Van Burens große und bis dahin allgemein wertgeschätzte Stärke als vernunftbestimmter Vermittler, der gegensätzliche Positionen aussöhnen konnte, wurde angesichts der immer heftiger werdenden Polarisierung in der Sklavenfrage immer mehr als Führungs- und Entscheidungsschwäche wahrgenommen.
In diesem Konflikt störten sich die Südstaaten nicht nur am einflussreicher werdenden Abolitionismus im Norden, sondern betrachteten mit großer Sorge das rasante Bevölkerungswachstum und steigende politische Gewicht der Nordstaaten. Abgesehen von diesen langwierigen historischen Prozessen gab es konkrete Ereignisse, die die Südstaaten um die Sklaverei als Institution fürchten ließen, darunter vor allem der Sklavenaufstand von Nat Turner im Jahr 1831, der in der ganzen Region für Panik sorgte und ein langwieriges Trauma auslöste. Dass die Antisklavereibewegung danach mit ihren Schriften auf ein breites Publikum stieß und dabei auf modernste Drucktechnik zurückgreifen konnte, fassten viele Südstaatler als eine weitere Beleidigung auf. Das bereits zu Van Burens Amtsantritt derart angespannte Verhältnis verschärfte sich im November 1837 noch mehr, als der abolitionistische Journalist und Pfarrer Elijah Parish Lovejoy von Sklavereianhängern ermordet wurde. Van Buren befand sich nun, da die Lage einer starken Führung bedurfte, in einer Zwickmühle. Wenn er die Sklaverei angriff, kehrte ihm die Hälfte der Partei den Rücken, blieb er andererseits zu sehr auf Seiten der Sklavenhalter, verlor er seinen in großen Teilen abolitionistisch gesinnten Heimatstaat. Gerade in dieser Phase zeigte der Präsident eine menschliche Seite, als er dem Autor und Journalisten William Leggett half. Leggett, damals einer der bekanntesten Journalisten in New York City, war ein Demokrat und Abolitionist, der Van Buren während der Präsidentschaftswahl 1836 und danach scharf wegen seiner südstaatenfreundlichen Politik angriff. Kurz darauf erkrankte er schwer. Van Buren verschaffte Leggett daraufhin einen Posten in der amerikanischen Botschaft in Guatemala in der Hoffnung, das Klima dort werde seine Genesung fördern.
Trotzdem blieb Van Buren in gewissem Sinne ein Gefangener seiner eigenen Kreation, da durch die Erneuerung der Demokraten gleichzeitig das Interesse der Allgemeinheit an der Politik gestiegen war. Als öffentliche Person und unter enger ständiger Pressebeobachtung war es ihm nicht mehr wie früheren Politikern möglich, seine eigentliche Position zu verbergen und je nach Ort und Gelegenheit dem Publikum etwas anderes zu erzählen. Während in Sichtweite des Kapitols in Washington, das ausgesprochen sklavereifreundlich war und auf manchen ausländischen Besucher, wie zum Beispiel den Reiseschriftsteller James Silk Buckingham, abstoßend und verkommen wirkte, weiterhin Sklavenmärkte stattfanden, fiel es dem Präsidenten immer schwerer, auf der einen Seite die Diskussion der Sklavenfrage innerhalb der Demokraten zu unterdrücken und andererseits den Parteinamen so nicht zu einer leeren Hülse verkommen zu lassen. So kam es im Herbst 1837 zu einer langen Debatte über die Sklaverei im District of Columbia. Ein weiterer wichtiger Faktor, der den Streit um die Sklaverei befeuerte, war die Frage der Aufnahme der Republik Texas als Bundesstaat in die amerikanische Union. Texas hatte 1836 seine Unabhängigkeit erklärt und sich damit von Mexiko gelöst. In Präsident Jackson fand Texas einen leidenschaftlichen Unterstützer seines Wunsches, Teil der Vereinigten Staaten zu werden. Da die Republik Texas ein Sklavenstaat war und er das brüchige Gleichgewicht zwischen Nord- und Südstaaten nicht weiter belasten wollte, schob Van Buren die Annexion auf die lange Bank, was die Südstaaten erzürnte und selbst Jackson zu gereizten Briefen an seinen Nachfolger veranlasste.
In den Kongressdebatten bildeten der Sklavenhalter Calhoun im Senat und der Ex-Präsident und Abolitionist Adams im Repräsentantenhaus die Antipoden. Dass Calhoun als der Vertreter der Interessen der Südstaaten für seine Resolutionen, die in bis dahin nie gehörten starken Worten die Sklaverei verteidigten, auf eine klare demokratische Mehrheit zählen konnte, impliziert eine Unterstützung durch das Weiße Haus. Einen Hinweis auf die explosive Stimmung in dieser Frage gibt die Auseinandersetzung zwischen den Abgeordneten Jonathan Cilley und William J. Graves, die in einem tödlichen Duell endete. Brisanz erhielt die Sklavenfrage im Senat durch den Umstand, dass der Senatspräsident Johnson mit einer seiner Sklavinnen zusammenlebte und wahrscheinlich mit ihr verheiratet war, was in der Hauptstadt ein offenes Geheimnis war. Trotz des Entsetzens, das dieses Verhältnis bei den Südstaatlern auslöste, und des Drucks, den Jackson auf den Präsidenten ausübte, auf Johnson zu verzichten, hielt Van Buren an Johnson fest und setzte ihn bei der nächsten Präsidentschaftswahl als seinen Running Mate durch. Ein Ereignis, das die Spaltung der Nation wegen der Sklavenfrage offenbarte und künftige, noch härtere Konflikte erahnen ließ, ereignete sich zum Ende von Van Burens Amtszeit. Im Jahr 1840 verurteilte ein Militärgericht der United States Navy in North Carolina einen Offizier für die Auspeitschung von Seeleuten, obwohl die Belastungszeugen als Schwarze in diesem Bundesstaat gar nicht zugelassen waren. Als Van Buren ihr Aussagerecht bestätigte, löste er damit in den Südstaaten eine Welle der Empörung aus.

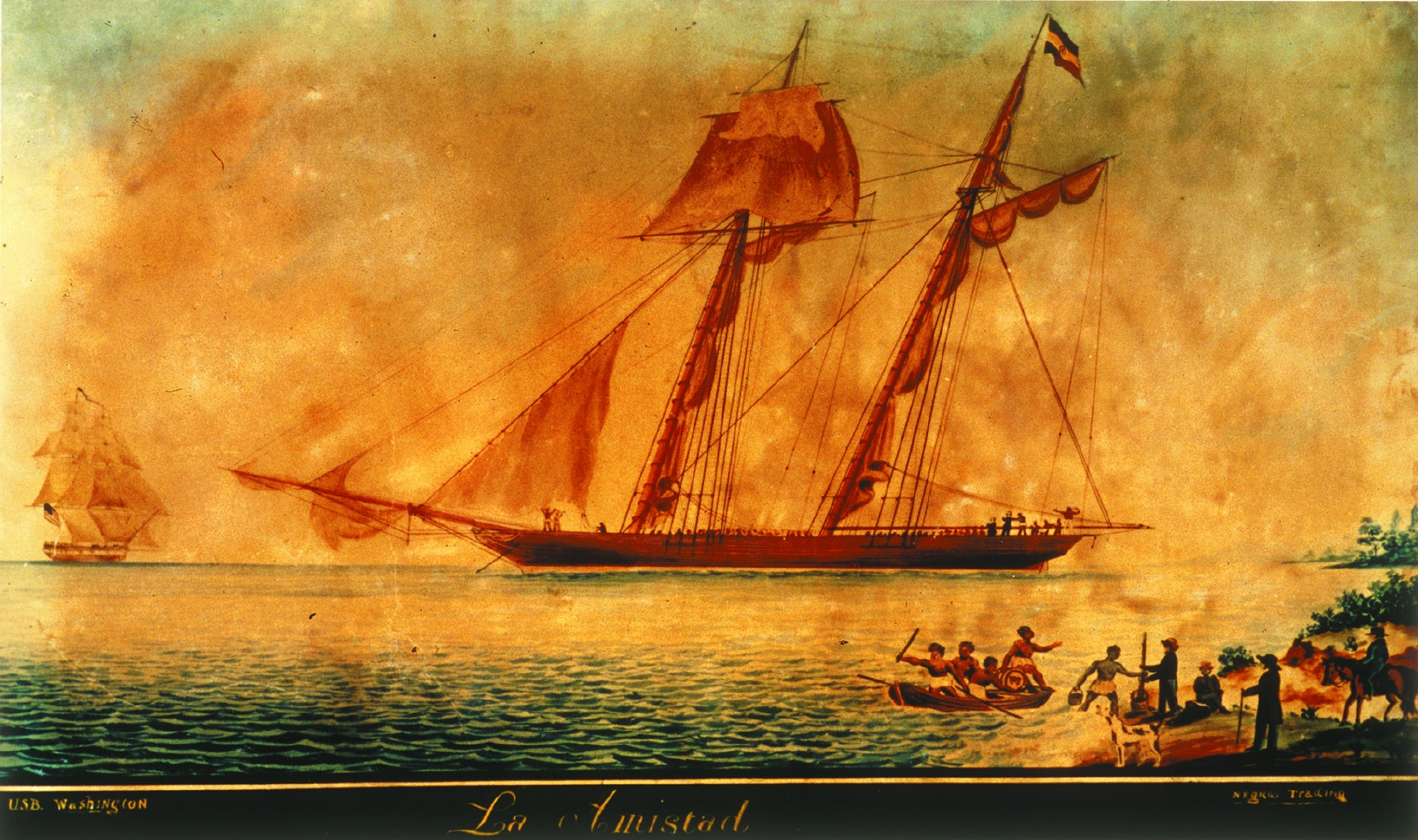
Ölgemälde der vor Long Island liegenden Amistad (1839)

Das heutzutage bekannteste Ereignis bezüglich Sklaverei in Amerika während der Präsidentschaft Van Burens war der Sklavenaufstand auf der Amistad und seine rechtlichen Folgen. 1839 revoltierten die Sklaven auf diesem spanischen Schiff, brachten es in ihre Gewalt und landeten auf Long Island. Sie wurden in Connecticut inhaftiert und Van Buren beorderte rasch ihre Überstellung an ihre spanischen Besitzer durch ein Schiff der Marine. Der Fall landete vor den Gerichten und hatte die Amistad-Prozesse zur Folge. Im Februar 1841 wurde über das Schicksal der Gefangenen vor dem Obersten Bundesgericht verhandelt, wo Ex-Präsident Adams ihre Freilassung erreichte. Dieser Fall wirft ein sehr schlechtes Licht auf Van Buren, das durch die bekannte Verfilmung von Steven Spielberg verstärkt wurde. Allerdings gilt es zu berücksichtigen, dass der Präsident in dieser Zeit um seine Wiederwahl bemüht war und dafür auf die Unterstützung durch die Südstaaten angewiesen war. Insgesamt zeigte Van Buren in seiner Herangehensweise an die Sklavenfrage ein für Politiker typisches Verhalten, indem er es vermied, eine klare Position zu beziehen. Somit nahm er sich selbst aus dem Spiel und beraubte sich aktiver Gestaltungsmöglichkeiten. In diese Lücke stießen nun andere Kräfte vor: In New York gewannen abolitionistische Whigs immer mehr an Stärke und an anderen Orten brach das Zweiparteiensystem aus Demokraten und Whigs auf, indem aus der Antisklavereibewegung heraus die Liberty Party entstand.

#### Indianerpolitik

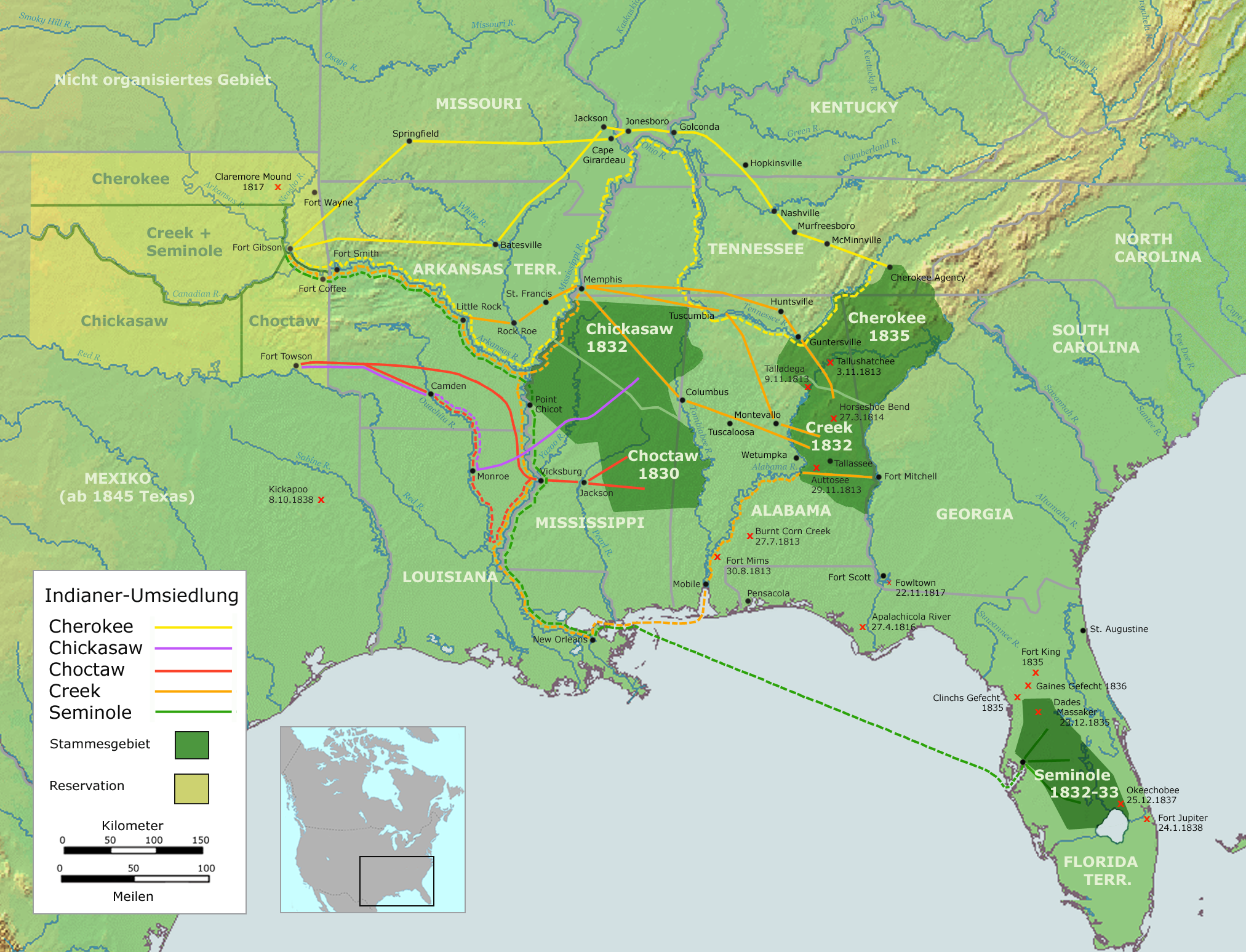
Übersichtskarte zum Pfad der Tränen

Früher hatte Van Buren die Umsiedlung der Indianer stets zurückhaltend behandelt, da er in ihr vorrangig ein Anliegen des Südens sah und sie bei den Wählern in seinem Heimatstaat unpopulär war. Prinzipiell teilte er die damals vorherrschende Einstellung der Überlegenheit der Weißen gegenüber den Indianern. Als Präsident setzte er zur Befriedigung der Südstaaten die rücksichtslose und brutale Indianerpolitik Jacksons fort, die die Vertreibung der Fünf Zivilisierten Stämme aus dem Territorium der Vereinigten Staaten zum Ziel hatte. Die im südöstlichen Kulturraum noch lebenden Indianer wurden deportiert und das freigewordene Land zur Besiedlung freigegeben. Davon waren vor allem die Cherokees betroffen, die zu Tausenden zusammengetrieben und auf den Pfad der Tränen von Georgia nach Oklahoma gezwungen wurden. Zeitgleich sahen sich die Seminolen in Florida massiver Verfolgung ausgesetzt, der ihr Anführer Osceola im Januar 1838 zum Opfer fiel. Dennoch reklamierte Van Buren vor dem Kongress die humane Behandlung der Indianer durch die amerikanische Regierung. In den Nordstaaten entstand zunehmend das Gefühl, dass die Scheinheiligkeit und Brutalität gegenüber den Seminolen in Florida und in anderen Angelegenheiten von den übermächtigen Sklavenstaaten im Hintergrund gelenkt werden, die in Washington über die Politik bestimmten.

#### Außenpolitik

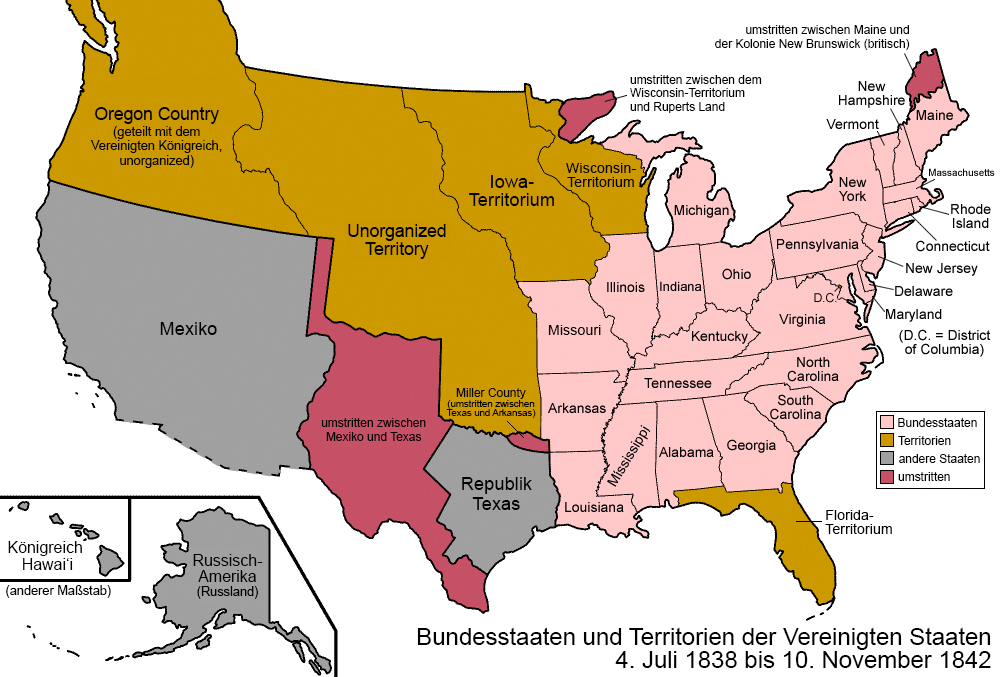
Bundesstaaten, Territorien und umstrittene Gebiete der Vereinigten Staaten von 1838 bis 1842

Ab Herbst 1837 nahmen die Rebellionen von 1837 in dem unter britischer Kolonialherrschaft stehenden Nieder- und Oberkanada ihren Anfang. Die Aufstände fanden nahe der amerikanisch-kanadischen Grenze statt. Der Kampf der Rebellen gegen die britische Kolonialherrschaft fand viele Sympathisanten in New York, die den Aufstand aktiv unterstützten. Die Briten reagierten auf die fortlaufenden Provokationen aus Amerika, indem sie im Winter 1837 die Caroline aufbrachten, die auf dem Niagara River lag und Nachschub für die Rebellen geladen hatte. Dabei verletzte die britische Miliz das Territorium der Vereinigten Staaten und tötete einen Amerikaner, was einige Jahre später noch zur Caroline/McLeod-Affäre führte. Gerüchte, die diese Operation stark übertrieben, breiteten sich aus und heizten die Stimmung an. Während Van Buren offiziell beim Botschafter des Vereinigten Königreichs gegen diese Operation protestierte, arbeitete er hinter den Kulissen daran, die Situation zu beruhigen. Dabei wurde er von Gouverneur Marcy und General Winfield Scott unterstützt, der mit Truppen die nördliche Grenze sicherte. Im Winter 1838 kam es zu einer ähnlichen Konfliktlage im nordöstlichen Grenzgebiet von Maine und der britischen Kolonie New Brunswick, als der Gouverneur von Maine Milizen in das Tal des Saint John River entsandte und so den Aroostook-Krieg auslöste. Erneut betraute Van Buren General Scott damit, die Situation zu beruhigen. Nach einigen angespannten Gesprächen einigten sich Washington und London auf einen beidseitigen Truppenabzug aus diesem Grenzgebiet. Dadurch wendete Van Buren nicht nur einen erneuten britisch-amerikanischen Krieg ab, sondern ebnete auch den Weg für das Webster-Ashburton-Treaty zwei Jahre später. Diese Krisenbewältigung war ein Erfolg der Diplomatie Van Burens und auch der Aufschub der Annexion der Republik Texas wurde von vielen als eine mutige und durchdachte Entscheidung gesehen, wenngleich sie den Präsidenten viel Zustimmung im damaligen Südwesten der Vereinigten Staaten kostete und ihm den Vorwurf der Rückgratlosigkeit einbrachte. Insgesamt ist die außenpolitische Bilanz Van Burens als Präsident sehr positiv zu beurteilen.

#### Präsidentschaftswahlen 1840

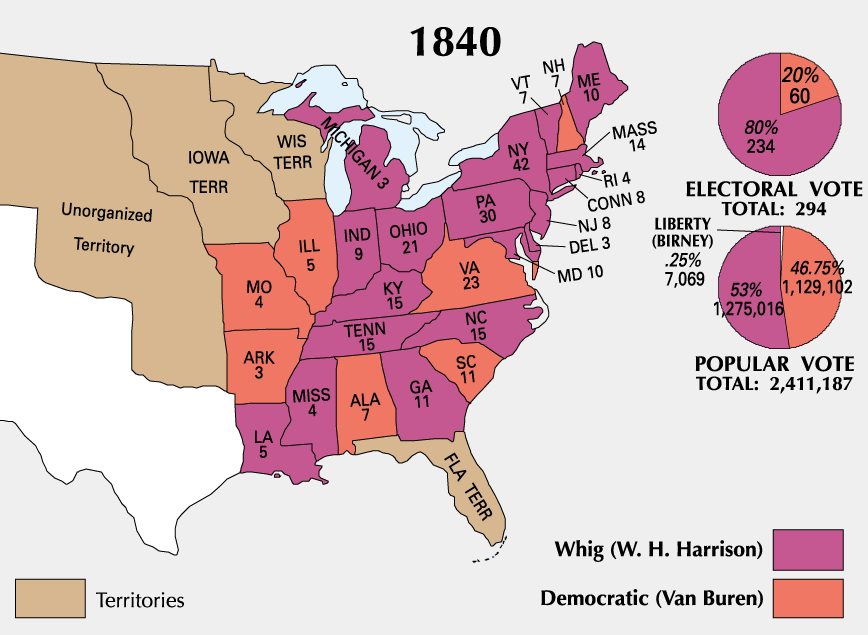
Wahlergebnisse nach Bundesstaat bei den Präsidentschaftswahlen 1840

Van Buren hatte im Wahlkampf von Anfang an mit einem starken Imageproblem zu kämpfen. Mehr als jedem anderen Präsidenten in der bisherigen amerikanischen Geschichte wurden ihm die politischen Ränke und Manöver vorgeworfen, mit denen er sich in das Weiße Haus navigiert hatte. Die Wirtschaftskrise von 1837 hatte dieses Misstrauen weiter verstärkt. Die in Amerika zu dieser Zeit populär werdenden politischen Karikaturisten fanden in Van Buren mit seiner geringen Körpergröße und dem markanten Backenbart einen dankbaren Gegenstand des Spotts. Des Weiteren warfen ihm viele politische Gegner alle möglichen moralischen Verfehlungen vor. Am schlimmsten wog dabei angesichts der Wirtschaftskrise und ihrer verheerenden gesellschaftlichen Folgen der Vorwurf von Verschwendungssucht, der von Charles Ogle in einer Rede vor dem Kongress am 14. April 1840 gegen Van Buren erhoben wurde. Der Whig Ogle führte in seiner Ansprache eine so detaillierte Liste aller Ausgaben an, die der Präsident für das Weiße Haus einschließlich des Gartens getätigt und dem Kongress in Rechnung gestellt hatte, dass sie bis heute Historikern als exakte Bestandsliste der Inneneinrichtung des damaligen Weißen Hauses dient. Die Vorwürfe, Van Buren habe sich einen Königspalast eingerichtet, entbehrten jeder Grundlage, wie Beschreibungen von zeitgenössischen Besuchern wie Buckingham bestätigen. Die entstandenen Kosten hingen damit zusammen, dass er das Weiße Haus bei Amtsantritt in stark renovierungsbedürftigem Zustand vorgefunden hatte. Ogle startete mit der Schmährede auf den vermeintlich luxuriösen Lebensstil des amtierenden Präsidenten eine unrühmliche Tradition in der amerikanischen Wahlkampfgeschichte, wobei diese Angriffe zumeist von Vertretern der Partei ausgingen, die für die Interessen der privilegierten Schichten eintraten.
Die Whigs waren sich ihrer Siegchancen bewusst und warfen alle ihnen zur Verfügung stehenden Ressourcen in den Wahlkampf, der als einer der denkwürdigsten in der amerikanischen Geschichte gilt, wenngleich er für den Triumph von Marketing über Programmatik steht. Als die demokratische Presse den Präsidentschaftskandidaten der Whigs, William Henry Harrison, als einen Niemand verspottete, der in einer bescheidenen Blockhütte lebte, nutzten dies die Whigs zu ihrem Vorteil. Sie setzten zur Werbung die schnell zur Folklore werdende Legende in Umlauf, Harrison sei ein in einer kargen Hütte in der Wildnis aufgewachsener bescheidener Soldat, während Van Buren als Dandy ein opulentes Luxusleben führte. Tatsächlich war Van Burens Herkunft wesentlich bescheidener als die Harrisons, der aus einer virginischen, politisch einflussreichen Pflanzerfamilie stammte. Insgesamt bewiesen die Whigs großes strategisches Geschick darin, in der Bevölkerung den Hass auf Van Buren zu schüren. Dazu nutzten sie unter anderem die von Horace Greeley herausgegebene Zeitung Log Cabin (deutsch: „Blockhütte“), die eine Auflage von 80.000 erreichte. Wahlkampfparaden der Whigs zogen mehrere Zehntausend Besucher an und ihr Wahlkampfslogan Tippecanoe and Tyler Too, der sich auf Harrison, den Helden der Schlacht bei Tippecanoe und seinen Running Mate John Tyler bezog, wurde wie viele andere auch vertont und ein Gassenhauer. Die Wahl fesselte die Öffentlichkeit wie keine der bis dahin abgehaltenen, was der Wirtschaftskrise von 1837 geschuldet sein mag oder der Ausweitung des Wahlrechts.
Die Demokraten hatten im Wahlkampf Probleme, ein einigendes Thema zu finden. Auf dem Nominierungsparteitag der Democratic National Convention, die im Mai 1840 in Baltimore abgehalten wurde, gab es von allen Seiten große Widerstände gegen Johnson als erneuten Kandidaten für die Vizepräsidentschaft. Van Buren setzte sich zwar mit dieser Personalie durch, ließ damit aber viele in der Partei inklusive Jackson unzufrieden zurück. Die Versuche, Van Buren als besonnenen Politiker und Führer der Demokraten für die Wähler attraktiv zu machen, stießen auf wenig Resonanz. Als überdauernd erwies sich nur die Wortfindung OK, die Anhänger Van Burens aus der Umgangssprache Bostons übernahmen, wo die Abkürzung für oll korrect (deutsch: „Alles in Ordnung“) stand. Sie passten es für ihren Wahlkampf entsprechend an und machten daraus OK für Old Kinderhook, was auf den Geburtsort Van Burens anspielte und von diesem selbst als Kürzel neben seine Unterschrift gesetzt wurde. Van Buren brach mit einem bis dahin geltendem Tabu für Präsidentschaftskandidaten und beteiligte sich aktiv am Wahlkampf, indem er das Land bereiste und auf Kundgebungen Reden hielt. Am Ende verlor er die Wahl deutlich und konnte nur sechs Bundesstaaten exklusive New Yorks für sich gewinnen. Die Whigs verzeichneten bei einer außergewöhnlich hohen Wahlbeteiligung von 80 % einen vollständigen Sieg, da sie neben der Präsidentschaft auch die Mehrheit in Senat und Repräsentantenhaus gewannen. Für Van Buren bedeutete diese Niederlage trotz seines vergleichsweise jungen Alters das Ende seiner Ämterlaufbahn.

### Nach der Präsidentschaft

#### Gescheiterte Nominierung für die Präsidentschaftswahl 1844

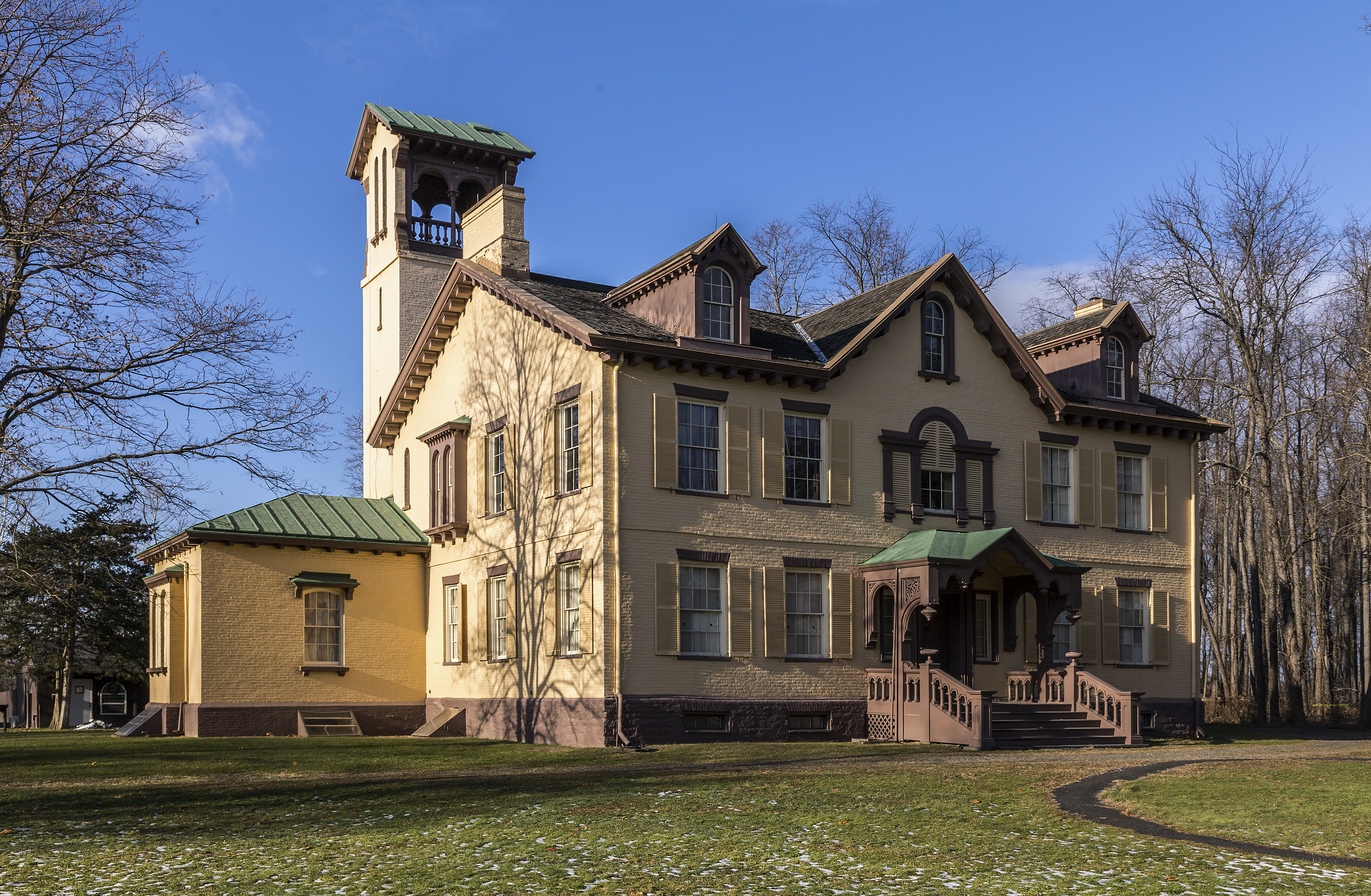
Lindenwald, die heutige Martin Van Buren National Historic Site (2017)

Als Van Buren nach der Amtsübergabe in seinen Heimatstaat zurückkehrte, wobei er weder Groll noch Bitterkeit verspürte, war er überrascht im Hafen von Manhattan von einer großen Menge der städtischen Armen feierlich begrüßt zu werden. Nach einigen Wochen in New York City reiste er im Mai 1841 nach Kinderhook, wo er seine Residenz Lindenwald bezog, die er zwei Jahre zuvor gekauft hatte. Lindenwald war ursprünglich ein Anwesen der Van Ness-Familie gewesen. In den nächsten Jahren baute er das adrette, im klassischen Stile des 18. Jahrhunderts gestaltete Gebäude in ein opulentes Herrenhaus um, das sich am venezianischen Dogenpalast orientierte. Ohne politisches Amt gab sich Van Buren nicht der Muße hin, sondern beschäftigte sich neben Lektüre und umfangreicher Korrespondenz intensiv mit der Bewirtschaftung von Lindenwald. So konnte er durch landschaftliche Baumaßnahmen die Erträge seines Farmbetriebs erheblich steigern. Als die nächste Präsidentschaftswahl näherrückte und Präsident Tyler, der Nachfolger des verstorbenen Harrison war, sich politisch immer mehr isolierte, verfestigten sich Van Burens Pläne, ein politisches Comeback zu wagen und um eine Rückkehr in das Weiße Haus zu kämpfen.
Wie damals, als er den Aufbau der Demokraten betrieb, startete er dieses Vorhaben zum Jahresbeginn 1842 mit einer ausgedehnten Reise durch Amerika. Die Tour führte ihn durch alle Regionen der damaligen Vereinigten Staaten und übertraf alle seine vorherigen Unternehmungen dieser Art. Da er in allen Orten von großen Menschenmengen freundlich empfangen wurde, sah er sich in seinen politischen Rückkehrplänen bestärkt. In Tennessee besuchte er Jackson in dessen Residenz Hermitage und später in Kentucky seinen früheren Gegner Clay. Die Tour führte ihn weiter nach Chicago, womit er der erste ehemalige oder amtierende Präsident war, der diese rapide wachsende Stadt sah. In Rochester in Illinois kam es zu einem denkwürdigen Zusammentreffen, als er in einer Taverne nächtigte und den Abend in angeregter und heiterer Unterhaltung mit dem jungen Whig Abraham Lincoln verbrachte. Später bezeichnete Van Buren diese Abendgesellschaft als eine der humorvollsten seines Lebens. Der Aufenthalt in dieser Region freier Bundesstaaten, dem damaligen Nordwesten der Vereinigten Staaten, verstärkte seine Aversion gegen die Institution der Sklaverei. Nach einer Reise von mehr als 10.000 km erreichte Van Buren Ende Juli 1842 Kinderhook.
Zu Beginn des Jahres 1844 rückte die Frage nach der Annexion von Texas wieder in den Brennpunkt der öffentlichen Aufmerksamkeit. Gegen die Aufnahme der Republik Texas in die Vereinigten Staaten gab es gute Gründe, sie gefährdete aber auch das sensible Gleichgewicht zwischen freien und Sklavenstaaten im Kongress. Obwohl dieses Vorhaben angesichts der Manifest Destiny, also der amerikanischen Expansion, allgemein sehr populär war und von Jackson unterstützt wurde, sprach sich Van Buren am 20. April 1844 in einer Antwort an den Repräsentanten William H. Hammett klar dagegen aus. Er begründete dies unter anderem damit, dass die Annexion sicher zu einem Krieg mit Mexiko führen und das Ansehen der Vereinigten Staaten in der Welt schädigen werde. Zudem habe Calhoun, der mittlerweile Außenminister im Kabinett Tyler war, aus dieser Frage eine Abstimmung über die Zukunft der Sklaverei gemacht, die er als Institution gegen britische Einflussnahme verteidigte. Insbesondere in den Südstaaten löste diese Äußerung Van Burens Empörung aus und viele sahen sich in ihrem Misstrauen gegenüber dem New Yorker Ex-Präsidenten bestätigt. Andere nahmen verwundert zur Kenntnis, dass Van Buren eine prinzipielle Grundüberzeugung artikuliert hatte, obwohl er damit seine Wahlchancen erheblich geschmälert hatte.
Trotzdem reisten die Anhänger Van Burens zuversichtlich auf die Democratic National Convention im Mai 1844 in Baltimore, da seine Gegenkandidaten allgemein schwächer eingestuft wurden und sein Erzfeind, der zu den Demokraten zurückgekehrte Calhoun, zum Jahresanfang aus den Primaries ausgestiegen war. Bald stellte sich heraus, dass Van Burens Gegner das Fundament für eine Palastrevolution gelegt hatten, indem sie Delegationen versprachen, jeweils ihren Kandidaten zu unterstützen. So gaben die Annexionisten Pennsylvania die Zusage, für Buchanan zu stimmen, wenn es im Gegenzug für die Beibehaltung der Zweidrittelmehrheit zur Nominierung votierte. Auf ähnliche Art gewannen sie Michigan, Tennessee und New Hampshire für dieses Vorhaben. So kam es, dass Van Buren auf dem Nominierungsparteitag zwar eine klare Mehrheit erreichte, aber in jedem Wahldurchgang an der erforderlichen Zweidrittelmehrheit scheiterte. Die Spannung auf der Democratic National Convention war phasenweise so aufgeladen, dass es fast zu Handgreiflichkeiten zwischen den Delegationen aus New York und den Südstaaten kam. Am Ende siegte nach drei Tagen und neun Abstimmungen mit James K. Polk ein klassischer „dark horse“-Kandidat, also ein unbekannter Außenseiter, der von Jackson unterstützt wurde. Der innerparteiliche Graben, der sich auf dieser Convention zwischen Nord- und Südstaaten aufgetan hatte, bestand für lange Zeit fort. Trotz dieser schmerzlichen Niederlage blieb Van Buren den Demokraten treu und unterstützte Polk bei der Präsidentschaftswahl. Am Ende gelang es ihm, mit knapper Mehrheit die 36 Wahlmänner New Yorks im Electoral College zu sichern, was für den Sieg Polks entscheidend war. Daher war es für Van Buren enttäuschend, als Polk keine seiner Vorschläge bei der Kabinettsbildung berücksichtigte, sondern politische Gegner der Albany Regency aus New York mit Ämtern belohnte.

#### Kandidat der Free Soil Party

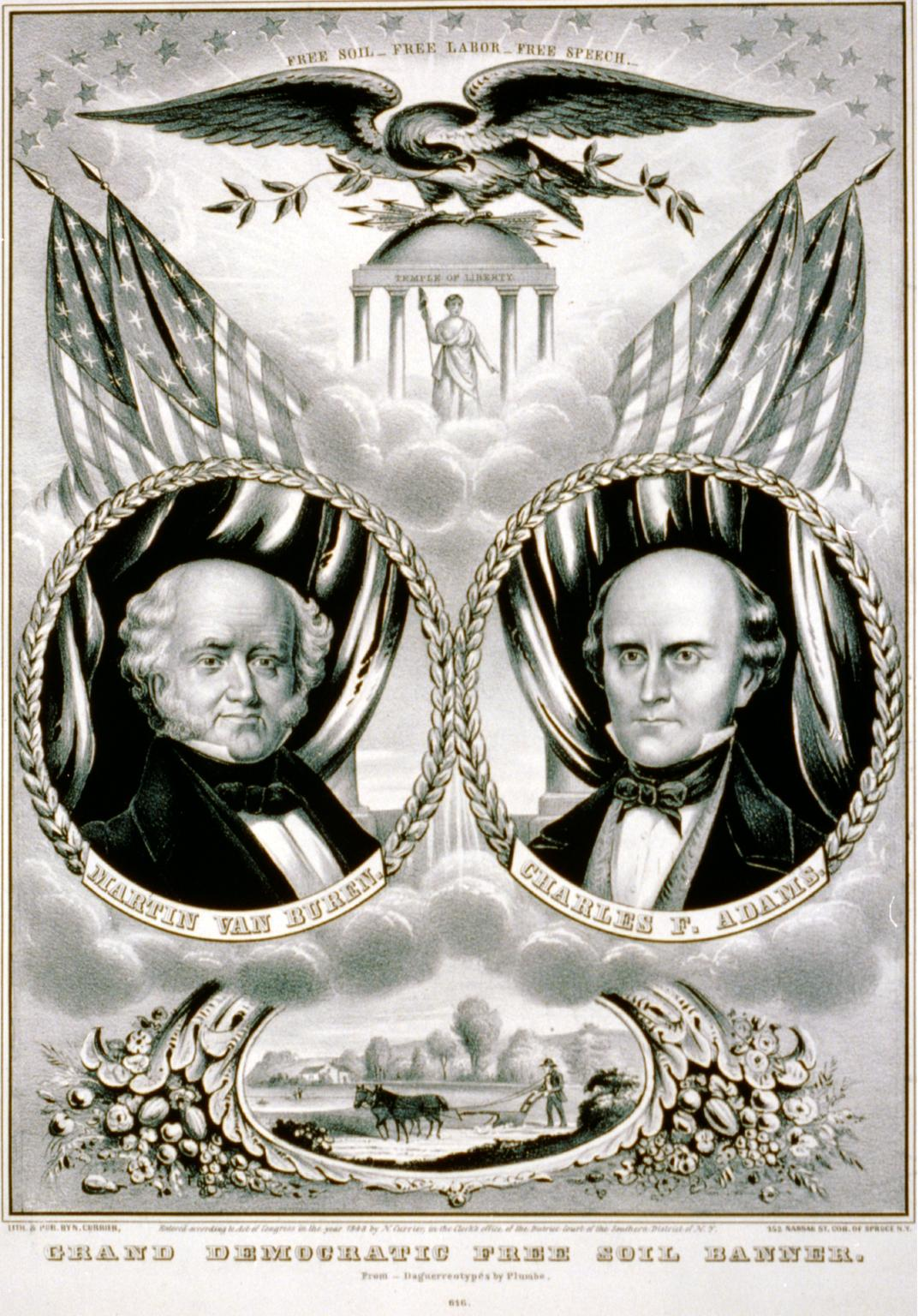
Wahlplakat der Free Soil Party

Vor dem Hintergrund des Mexikanisch-Amerikanischen Kriegs kam es innerhalb der New Yorker Demokraten zu einer Spaltung in abolitionistische Barnburners (deutsch: „Scheunenanzünder“) und konservative Hunkers, die für den Parteierhalt bereit waren, eine Ausdehnung der Sklaverei zu akzeptieren. Die Van Buren am nächsten stehenden politischen Freunde wie auch sein Sohn John, der ein talentierter Redner war und sich als Führungsfigur bei den Demokraten zu etablieren begann, standen im Lager der Barnburners. Die Versuche des Ex-Präsidenten die Partei in seinem Heimatstaat wieder zu einen, blieben erfolglos. Zum Jahresanfang 1848 bezog er ein Hotel in New York City und erarbeitete ein längeres Positionspapier. Van Buren forderte darin die nationale Parteiführung auf, die Barnburners als legitime Repräsentanten der New Yorker Demokraten anzuerkennen. Außerdem sollte im mittlerweile annektierten Texas die Sklaverei verboten werden, wobei Van Buren geltend machte, dass die amerikanischen Gründerväter an keiner Stelle die Absicht gezeigt hätten, die Sklaverei weiter zu verbreiten oder als Institution außerhalb der Südstaaten zu schützen. Diese Argumentation wurde später von Lincoln in seiner historischen Rede im Februar 1860 vor der Cooper Union übernommen. Das Positionspapier wurde nach seiner Veröffentlichung eine Sensation und John fragte seinen Vater, ob er sich eine Präsidentschaftskandidatur für eine dritte Partei vorstellen könnte.
Van Buren hielt erst der Partei die Treue, die er mitbegründet hatte, bewegte sich aber stetig in die vom Sohn gewünschte Richtung. Dass für ihn die Gründung einer dritten Partei kein Gräuel mehr war, war einerseits sicher dem Drängen Johns geschuldet und mag andererseits mit den turbulenten Ereignissen im Jahr 1848, die unter anderem Amerika im Vertrag von Guadalupe Hidalgo einen enormen territorialen Zugewinn bescherten und Europa die Revolutionen 1848/1849, zu tun haben. Sicher ausschlaggebend waren Van Burens Enttäuschung und Zorn wegen seiner Entmachtung bei den Demokraten selbst in New York. Einige seiner engsten Anhänger konnten ihm diese Abkehr von der Parteidisziplin nie verzeihen. Als im Mai die Democratic National Convention die Hunkers als New Yorker Delegation anerkannte, rief Van Buren zu einer eigenen Versammlung der Barnburners in Utica auf. Am 20. Juni verfasste er in Form eines Antwortschreibens an seine Anhänger ein weiteres Positionspapier, das in einigen Punkten noch weiter ging als das vom Januar des gleichen Jahres. Van Buren betonte darin, dass der Kongress die Macht habe, die Ausbreitung der Sklaverei zu verhindern, und er diese Gewalt nutzen sollte. Der Konvent der Barnburners reagierte begeistert auf diesen Text und erkor Van Buren zum Entsetzen vieler Demokraten in Washington zu ihrem Präsidentschaftskandidaten. Am 9. August hielten die Barnburners einen weiteren Parteikonvent in Buffalo ab, zu dem 20.000 Anhänger kamen, darunter ehemalige Whigs und Demokraten aus den Nordstaaten. Zum Running Mate Van Burens wurde Charles Francis Adams, Sr. gewählt, der Sohn des sechsten Präsidenten. Diese neue Partei wurde bald in Anlehnung an ihren Wahlslogan “Free Soil, Free Speech, Free Labor and Free Men!” (deutsch: „Freier Boden, freie Rede, freie Arbeit und freie Männer!“) als Free Soil Party bekannt. Neben abolitionistischen Inhalten hatte die Partei auch klassische Programmpunkte der Whigs und Jacksonian Democrats wie zum Beispiel Bundesmittel für größere Bauprojekte und Vergünstigungen für Landkäufe im amerikanischen Westen.
Zwar waren Van Buren und seine Anhänger nun das Problem losgeworden, sich für die Unterstützung von Gag Rule, Sklaverei und anderen Verbrechen an der Freiheit rechtfertigen zu müssen, aber dafür war die Free Soil Party bei den Wahlen chancenlos. Van Buren war in der Partei nicht unumstritten, sondern manchen zu radikal und anderen wiederum zu moderat. Er beteiligte sich am Wahlkampf, indem er von Lindenwald aus Briefe in alle Landesteile schrieb. Insgesamt legte die Free Soil Party das Fundament für die spätere Republikanische Partei. Am Ende erreichten sie, obwohl nur in den Nordstaaten angetreten, mit knapp 10 % im Popular Vote einen Achtungserfolg, konnten aber keinen Bundesstaat gewinnen. Dennoch sorgten sie mit ihrem Stimmenanteil dafür, dass der Demokrat Lewis Cass, der maßgeblich an der Intrige gegen Van Buren auf der Democratic National Convention von 1844 beteiligt gewesen war, in der Präsidentschaftswahl dem Whig Zachary Taylor unterlag. Insgesamt war das Resultat der Free Soil Party der erste nennenswerte Wahlerfolg einer dritten Partei auf Bundesebene in der amerikanischen Geschichte. Zudem war es ihr Verdienst, die Sklavenfrage erstmals zu einem wichtigen Wahlkampfthema gemacht zu haben, wobei sich der zuspitzende regionale Konflikt zwischen Nord und Süd im Wahlergebnis deutlich zeigte. Laut dem Biographen Widmer war diese Episode der letzte Abschnitt im politischen Kampf zwischen den Rivalen Van Buren und Calhoun, der seit 30 Jahren andauerte und dessen Konfliktlinie vielen Auseinandersetzungen im Kapitol und andernorts zugrunde lag.

#### Elder Statesman

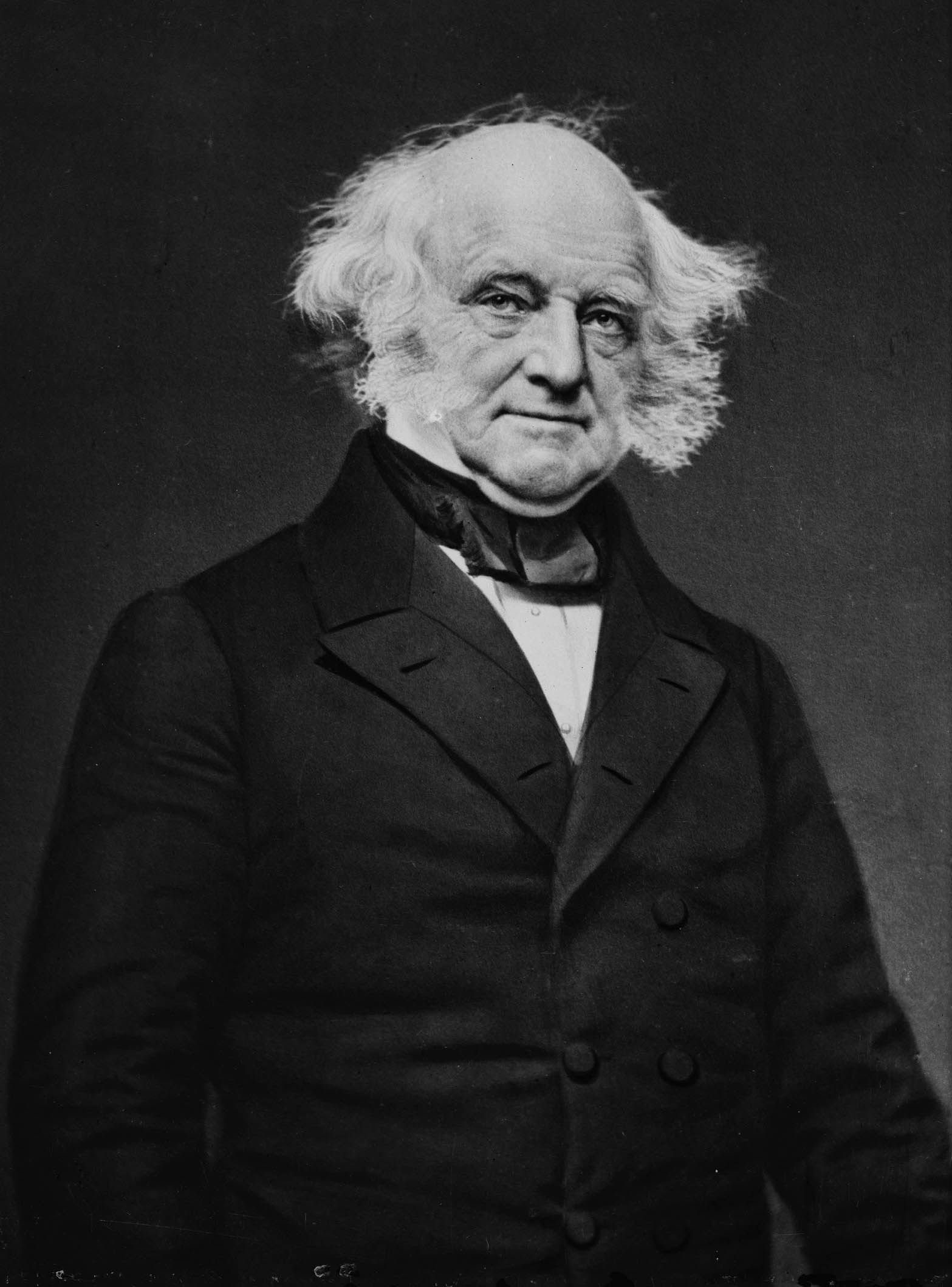
Daguerreotypie Martin Van Burens (etwa 1860–62)

Nach der Präsidentschaftswahl von 1848 verabschiedete sich Van Buren endgültig aus der aktiven Politik und genoss seinen Ruhestand in Lindenwald, wo zeitweise einige seiner Söhne mit ihren Familien lebten. Dass sie zum Teil finanziell immer noch von ihm abhängig waren, erfüllte ihn mit Sorge. John war 1852 für kurze Zeit als Kandidat für die Vizepräsidentschaft im Gespräch, verlor aber den Rückhalt, als Gerüchte über sein Nachtleben bekannt wurden. Van Buren bildete daher selbst in seinem Alter das unerschütterliche Rückgrat der Familie; aus dieser Zeit stammende Daguerreotypien vermitteln ein Bild seiner Gelassenheit. Da im Laufe der Jahre viele der Freunde und politischen Weggefährten Van Burens starben, fanden immer weniger Besucher den Weg auf sein Anwesen. Er näherte sich wieder den Demokraten an und unterstützte Clay, mit dem er mittlerweile befreundet war, beim Kompromiss von 1850 zwischen den Nord- und Südstaaten. Auch bei der Präsidentschaftswahl im Jahr 1852 stand er zu seiner alten Partei, wenngleich sie immer noch viele Anhänger der Sklaverei in ihren Reihen hatte. Während der 1850er Jahre, als sich der Konflikt zwischen Nord und Süd immer mehr zuspitzte, sympathisierte er mit gemäßigten, jüngeren Politikern wie zum Beispiel Stephen A. Douglas.
Van Buren unterstützte seinen Freund Benton beim Verfassen von dessen Memoiren, die unter dem Titel Thirty Years View erschienen und als eine der besten literarischen Werke dieser Gattung in den Vereinigten Staaten gelten. Der Ex-Präsident half dem Autor bei diesem Werk insbesondere mit eigenen Kommentaren und Erinnerungen. Ebenso unterstützte er John Church Hamilton, als dieser eine Biographie über seinen Vater Alexander Hamilton verfasste. Durch diese Beschäftigung mit politischer Geschichte und den eigenen Erinnerungen reifte in Van Buren der Wunsch heran, eine Autobiographie zu schreiben, wobei ihm der Historiker Jabez Delano Hammond beratend zur Seite stand. Er begann mit dem Werk im Jahr 1854 während einer ausgedehnten Europareise, als er ab Juni für längere Zeit sein Domizil in Sorrent aufschlug. Neben dieser Autobiographie arbeitete er in den nächsten Jahren außerdem an einem Buch über die Parteiengeschichte der Vereinigten Staaten, wobei er keines der Projekte bis zu seinem Tod abschließen konnte. Seine Memoiren, die 1920 herausgegeben wurden, hatten mehr den Charakter einer lose miteinander verbundenen Sammlung anekdotenhafter Erinnerungen als den einer stringent aufgebauten Autobiographie. Einige Lebensepisoden, wie zum Beispiel seine Zeit als Botschafter in London, beschrieb er überaus detailliert, während er andere nur sehr oberflächlich behandelte, darunter den Aufbau der demokratischen Partei. Die Autobiographie endet abrupt in der ersten Hälfte der 1830er Jahre, ist aber trotzdem die bisher ausführlichste eines ehemaligen Präsidenten. Van Burens gelehrtes Werk zur Parteiengeschichte erschien sechs Jahre nach seinem Tod unter dem Titel Inquiry into the origin and course of political parties in the United States in Herausgeberschaft seiner Söhne Abraham und John. Das Buch konzentriert sich vor allem auf die Rivalität von Jefferson und Hamilton und weniger auf die Konflikte innerhalb der Generation Van Burens. Im Jahr 1858 schrieb er einen sehr langen Brief an seinen Sohn John, in dem er ihm Ratschläge für dessen politische Zukunft erteilte. So solle er für den Erfolg einer Kandidatur hart arbeiten, ohne dabei zu sehr auf das angestrebte Amt fixiert zu wirken. Er warnte ihn davor, ein Berufspolitiker zu werden, da das Volk diesen misstraue, und Ämterpatronage auszuüben.
Der Sezessionskrieg war für Van Buren ein schwerer Schlag, den er aber mit der ihm typischen Gelassenheit ertrug. Zuvor hatte er allen noch zur Verfügung stehenden politischen Einfluss genutzt, um den Ausbruch des Bürgerkriegs zu verhindern. Dazu hatte er die radikalen Stimmen in Nord und Süd zur Mäßigung aufgefordert und einen Verfassungskonvent zur Beilegung des Konflikts vorgeschlagen. Als die Südstaaten aus der amerikanischen Union austraten und die Konföderierten Staaten bildeten, stand Van Buren unerschütterlich zur Union und Lincoln, obwohl er als Jeffersonian Republican Zeit seines Lebens Sympathien für den Süden gehabt hatte. Obwohl er schon lange nicht mehr aktiv in der Politik war, hatte seine Stimme Gewicht, als er die Demokraten New Yorks dazu aufrief, den Republikaner Lincoln zu unterstützen. Mit dem Start der Kriegshandlungen begann sich Van Burens Gesundheit rapide zu verschlechtern. Er starb am frühen Nachmittag des 24. Juli 1862 in Lindenwald. Lincoln revanchierte sich für Van Burens solidarisches Verhalten im Jahr zuvor mit einem sehr wohlwollenden Kondolenzschreiben und der Anordnung von öffentlichen Trauerzeremonien, die das in diesen Fällen übliche Maß überschritten. So trugen zum Gedenken an Van Buren alle Offiziere der United States Army und United States Navy in den folgenden sechs Monaten Trauerflor am linken Arm.

## Nachleben

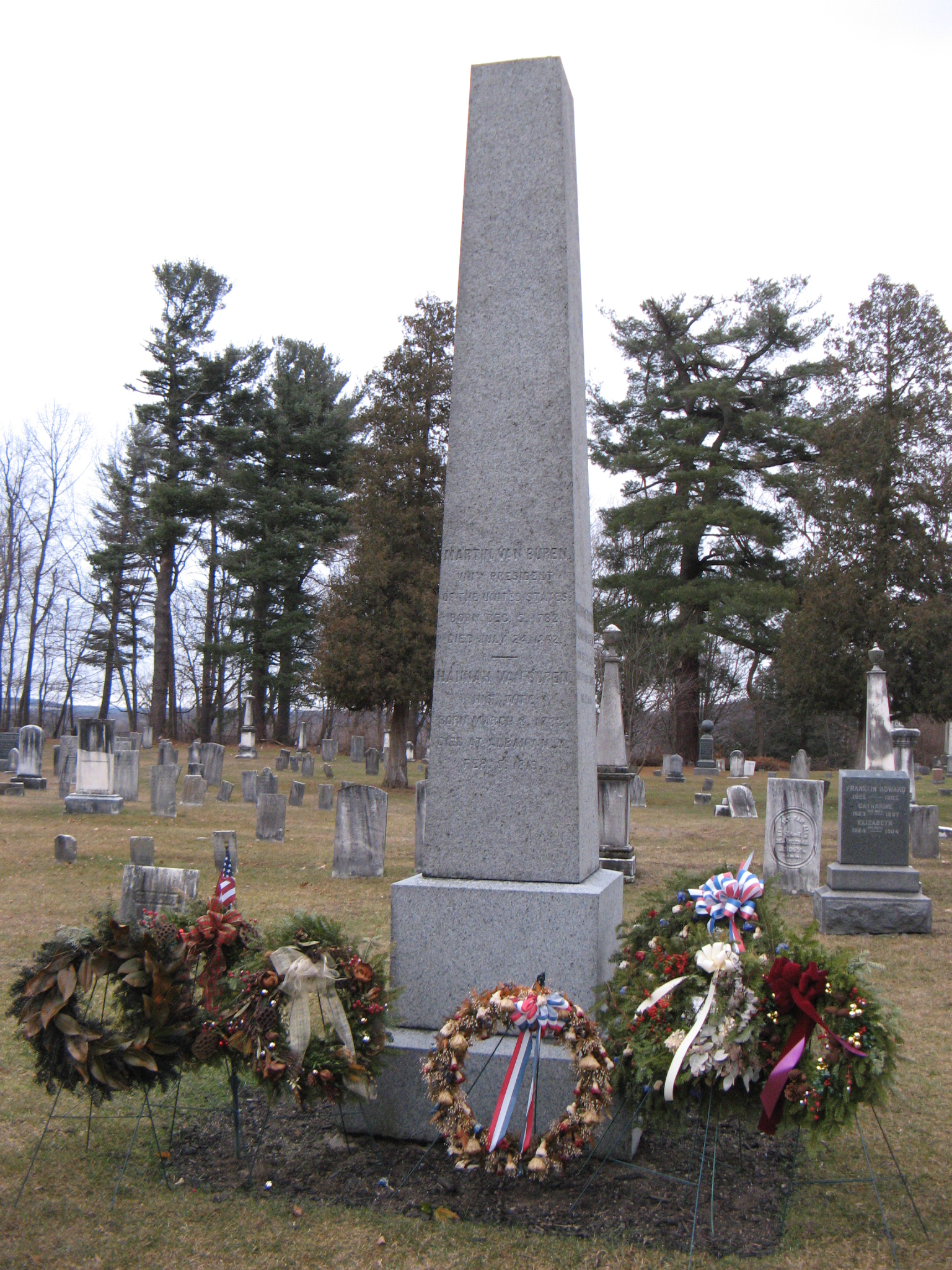
Das Grab Van Burens auf dem Friedhof der Niederländisch-Reformierten Kirche in Kinderhook (2012)

### Historische Bewertung
Das biographische Interesse an Van Buren ist von unregelmäßiger Natur. Im Jahr 1862 erschien Martin Van Buren: Lawyer, Statesman and Man von William Allen Butler, der ein Sohn von Van Burens politischem Weggefährten Benjamin Franklin Butler war. 27 Jahre später brachte der bekannte Historiker Bancroft seine lang erwartete Biographie heraus, die den Titel Martin Van Buren to the End of His Public Career trug. Die in der Library of Congress verwahrten Schriften Van Burens wurden bis 1910 von Elizabeth Howard West abschließend dokumentiert und als Calendar of the Papers of Martin Van Buren herausgegeben. In den 1930er Jahren erwachte das Interesse an Van Buren erneut, möglicherweise weil dieses Jahrzehnt mit der Great Depression, dem New Deal und anderen Charakteristika gewisse Parallelen zur Epoche Van Burens aufwies. In dem 1945 erschienenen Werk The Age of Jackson ging Arthur M. Schlesinger dezidiert auf Van Buren ein und identifizierte viele Verbindungen nicht nur zu Jackson, sondern auch zu Franklin D. Roosevelt, der wie Theodore Roosevelt ein entfernte Verwandter Van Burens war. Der Historiker Horst Dippel hebt drei Biographien aus den frühen 1980er Jahren als lesenswert hervor: The Romantic Age of American Politics (1983) von John Niven, Martin Van Buren and the American Political System (1984) von Donald B. Cole und The presidency of Martin Van Buren (1984) von Major L. Wilson. Während Niven und Cole die gesamte Vita Van Burens betrachten, fokussiert sich Wilson auf die Amtszeit als Präsident. Lesenswerte Veröffentlichungen jüngeren Datums sind Martin Van Buren: Law, Politics, and the Shaping of Republican ideology (1997) von Jerome Mushkat und J.G. Rayback, Martin Van Buren and the emergence of American popular politics (2002) von Joel H. Silbey sowie die Kurzbiographie Martin Van Buren (2005) von Ted Widmer.
Widmer erkennt in Van Buren das größte politische Talent einer Generation, die besonders reich an begnadeten Politikern war. Seine Persönlichkeit entzieht sich bis heute einem klaren Urteil, nicht zuletzt da Van Buren wahrscheinlich den intimsten Teil seiner Korrespondenz vernichtete und er zu den „vergessenen“ Präsidenten zwischen Jackson und Lincoln gehört. Zeitgenossen nahmen Van Burens undurchsichtige Manöver und schwer fassbaren Handlungsmotive oft als Listigkeit wahr, was ihm Spitznamen wie Sly Fox (deutsch: „Schlauer Fuchs“), Careful Dutchman (deutsch: „Vorsichtiger Niederländer“), The Enchanter (deutsch: „Der Charmeur“) und viele andere dieser Art einbrachte. Zwei prägnante Charaktermerkmale Van Burens waren neben Fleiß und Gewissenhaftigkeit eine bemerkenswerte Umgänglichkeit, die selbst politische Gegner als angenehm empfanden, und es ihm leicht machte, Netzwerke aufzubauen. Dennoch reizte etwas an seinem Wesen manche Gegner so sehr, dass sie ihn mit besonderer Verachtung verfolgten und nie als legitimen Nachfolger Jacksons akzeptierten. Aus der Reihe der früheren Präsidenten sticht seine einfache Herkunft hervor; nur Jackson und Lincoln stammten aus ärmeren Verhältnissen. Van Buren war zudem neben Grover Cleveland der einzige Präsident, der weder eine militärische noch eine akademische Ausbildung absolvierte.
Trotz der Behauptung mancher Zeitgenossen und späterer Beobachter, mit Van Burens Einzug in das Weiße Haus habe die dritte Amtsperiode Jacksons begonnen, stand er in vielerlei Hinsicht für einen Neuanfang. Da er den amerikanischen Unabhängigkeitskrieg nicht bewusst erlebt hatte, war das Verhältnis zu Großbritannien entspannter, und er besaß ein moderneres Verständnis von der grundlegenden Bedeutung des Parteienwettbewerbs für eine Demokratie, den er in die Institutionen der Verfassung integrierte. Er gehörte zur zweiten Generation amerikanischer Politiker, die zwischen 1820 und 1850 die Geschicke der Vereinigten Staaten lenkten. Van Buren war der erste Präsident, der den armen, ethnisch durch die Zuwanderung von Iren und Deutschen zunehmend gemischten Bevölkerungsschichten der Großstädte eine Stimme gab, wobei er insbesondere an das rasant wachsende New York City in seinem Heimatstaat dachte. Damit brach er den klassischen Republikanismus seines Vorbildes Jefferson auf, der eine angelsächsisch geprägte Agrargesellschaft freier Bauern als Ideal hatte. Die Sklavenfrage ließ er wie alle Politiker des Antebellum unbeantwortet; eine mutigere Haltung hätte ihm im Verständnis jener Zeit politisch geschadet. Van Burens grundlegende Erfahrung in diesem Konflikt war, dass es nicht länger möglich war, eine gemäßigte Position zwischen den Lagern einzunehmen, da dies von beiden Seiten als Verrat aufgefasst wurde. Diese Dynamik prägte auch die folgenden Präsidentschaften. Gleich vielen Jacksonian Democrats ignorierte er daher die Sklavenfrage und führte stattdessen moralische Feldzüge gegen die Banken, indem er sich unter anderem hartnäckig bemühte, ein unabhängiges Depositensystem innerhalb der staatlichen Finanzverwaltung aufzubauen.
Van Buren weist in gewisser Hinsicht Ähnlichkeiten zu den demokratischen Präsidenten John F. Kennedy, Lyndon B. Johnson und Bill Clinton auf. Wie diese wurde Van Buren aus Teilen der Geschäftswelt mit einer extremen, ins Irrationale gehenden Feindschaft verfolgt, die nicht davor zurückscheute, ihr Privatleben zu skandalisieren. Laut Widmer wirke die reißerische und persönlich beleidigende Wahlkampagne von 1840 gegen Van Buren bis heute im Klima der parteipolitischen Auseinandersetzungen in den Vereinigten Staaten nach. Im Falle Johnsons besteht eine weitere Gemeinsamkeit in der Vorliebe für das Agieren hinter der Bühne, wie zum Beispiel Hinterzimmer-Absprachen und interne Stimmenauszählung bis auf die Ebene des einzelnen Abgeordneten, und im Geschick, für die Preisgabe von Informationen den richtigen Moment abzupassen, um so die öffentliche Meinung zu manipulieren. Diese Fähigkeit ließ viele der Zeitgenossen mit Verwunderung wahrnehmen, wie Van Buren immer mehr Macht zufloss, obwohl er keine Anstrengungen in dieser Richtung zeigte, die typischerweise in stürmischen Reden oder prätentiöser Selbstinszenierung ihren Ausdruck fanden. Für den am häufigsten gegen ihn gerichteten Vorwurf, dass er in entscheidenden politischen Fragen keinen eigenen Standpunkt gehabt habe, gibt es laut Widmer keine fundierte Grundlage. Er stellt Van Buren in eine Reihe mit den Präsidenten Buchanan, Herbert Hoover und George H. W. Bush, die gleichfalls in ihrer ersten Amtsperiode mit einer schweren Krise konfrontiert und dann abgewählt worden seien. Obwohl Van Buren einer der weniger bekannten Präsidenten bleiben wird, hat er unabhängig von seiner Amtszeit ein Vermächtnis hinterlassen, das ihm einen wichtigen Platz in der amerikanischen Politikgeschichte sichert. Sein neuartiges Verständnis für die Rolle der Regierung bei der Stärkung politischer Partizipation, das sich deutlich von dem der standesbewussten und Parteien prinzipiell ablehnenden Gründerväter unterschied, lieferte einen wichtigen Beitrag in der demokratischen Entwicklung Amerikas. Das von Van Buren mitinitiierte liberalere Wahlrecht und die Jacksonian Democracy als neuartige Partei, die nationalistischer, also weniger von Bundesstaaten dominiert, und zukunftsorientierter sowie wirtschaftsfreundlicher war als die von Pflanzern dominierten Jeffersonian Republicans, überwanden das First Party System und ermöglichten Millionen Bürgern die politische Teilhabe. Das so geschaffene politische System war besser an die veränderten gesellschaftlichen Bedingungen angepasst als die überkommene Ordnung der Era of Good Feelings.
Einerseits beinhaltete die von ihm begründete Parteimaschine fragwürdige Mittel wie Ämterpatronage und ein Klientelsystem, andererseits aber die Liberalisierung des Wahlrechts und somit politische Teilhabe für breitere Bevölkerungsschichten. Van Buren war wesentlich an der Einführung von parteiinternen Caucusen, Nominierungsparteitagen in Form der Democratic National Conventions und Parteipresse beteiligt. Die Organisation, die er in den 1810er und 1820er Jahren aufbaute, ist bei genauerer Betrachtung der eigentliche Vorläufer der Demokratischen Partei und weniger die Jeffersonian Republicans, wie allgemeinhin angenommen. Diese neuartige politische Entität hatte Van Buren als wichtigsten Manager und Verfechter ihrer weiteren Verbreitung. Die Basis für den Erfolg der Demokraten als nationale Partei bildete die Nord-Süd-Achse aus den Schlüsselstaaten New York und Virginia, wobei sich Van Buren an seinen Vorbildern Burr und Jefferson orientierte, die mit dieser Allianz bei der Präsidentschaftswahl von 1800 den Sieg davongetragen hatten. Dieses Erfolgsmodell wurde in ähnlicher Form von Präsident Franklin Delano Roosevelt übernommen. Dass Van Buren mit der Kandidatur für die Free Soil Party 1848 die Einheit seiner eigenen Schöpfung, der Demokratischen Partei, gefährdete, weist wiederum Parallelen zu Theodore Roosevelts Engagement für die Progressive Party bei der Präsidentschaftswahl des Jahres 1912 auf. Er blickte weiter in die Zukunft als jeder andere Politiker seiner Generation, indem er das durch die demographische Entwicklung bedingte stärkere politische Gewicht des städtischen Nordens gegenüber dem durch Plantagenwirtschaft geprägten Süden vorhersah. Das im Wesentlichen von Van Buren geschaffene neue Parteiensystem mit dem hohen Stellenwert von Presse- und Öffentlichkeitsarbeit sorgte in einem gewissen Sinne für seinen persönlichen Bedeutungsverlust, da nun immer mehr das Charisma und die Popularität der Kandidaten für den Wahlsieg entscheidend waren und weniger ihr Programm. Dies schadete ihm, führte aber in den kommenden Dekaden zu den Erfolgen von Kriegshelden wie Harrison und Taylor sowie Lincoln, der als „ehrlicher Abe“ Sympathien gewann.
In der von Arthur M. Schlesinger, Sr. im Jahr 1948 erstmals durchgeführten und 1962 sowie 1996 durch seinen Sohn Arthur M. Schlesinger wiederholten systematischen Expertenbefragung zur Bewertung der Präsidentschaften landete Van Buren 1997 in der vierten („Durchschnitt“) von sechs Kategorien, womit er sich in Gesellschaft von James Madison, John Quincy Adams, Ronald Reagan und Bill Clinton befand. Bei einer anderen, seit 2000 mehrfach wiederholten Expertenbefragung auf C-SPAN erreichte Van Buren Plätze von 30 bis 34.

### Ehrungen und Denkmäler
In Arkansas, Iowa, Michigan und Tennessee sind insgesamt vier Countys nach Van Buren benannt. Es existierte auch ein Van Buren County in Missouri, dieses wurde jedoch 1849 in Cass County umbenannt. Van Burens Alterswohnsitz Lindenwald erhielt am 16. Oktober 1974 durch den Kongress den Status einer National Historic Site zuerkannt.

### Belletristik
Am Ende des 19. Jahrhunderts erinnerte Walt Whitman an Van Buren als einen brillanten Manager, der nur von Lincoln überragt werde. Er übernahm zudem das schon lange bestehende Gerücht, dass Van Buren ein illegitimer Sohn von Burr gewesen sei, was später von Gore Vidal in seinem Roman Burr aufgegriffen wurde. Ezra Pound verfasste in The Cantos ein Gedicht über Van Buren, nämlich den 37. Gesang. Darin verherrlichte er den früheren Präsidenten als Nationalhelden und Begründer der wirtschaftlichen Freiheit in den Vereinigten Staaten.

### Filme
- Life Portrait of Martin Van Buren auf C-SPAN, 3. Mai 1999, 147 Minuten (englischsprachige Dokumentation und Diskussion mit Patricia West und Michael Douglas Henderson)
- In dem Film Amistad (1997) von Steven Spielberg hat Martin Van Buren eine wichtige Rolle und wird von Nigel Hawthorne als unentschlossener und leicht beeinflussbarer Präsident dargestellt.

## Werkausgaben
- John C. Fitzpatrick (Hrsg.): The autobiography of Martin Van Buren. United States Government Printing Office, Washington, D.C. 1920, LCCN 21-006224.
- Elizabeth Howard West (Hrsg.): Calendar of the papers of Martin Van Buren. United States Government Printing Office, Washington, D.C. 1910, LCCN 10-035009.
- Abraham Van Buren, John Van Buren (Hrsg.): Inquiry into the origin and course of political parties in the United States. Hurd and Houghton, New York City 1867, LCCN 12-023638.